# Mohammad Reza Pahlavi iráni sah
Mohammad Reza Sah Pahlavi – perzsául محمد رضا پهلوی; – (Teherán, 1919. október 26. – Kairó, 1980. július 27.) Perzsia (Irán) utolsó sahja (1941. szeptember 26-ától de facto 1979. január 26-áig), a hatalmat megragadó Reza Pahlavi gyermeke volt. Fiatalon, apja lemondatása után került trónra, felnőve pedig feltétlen Amerika- és Izrael-barátságot tanúsított a hidegháború során. Szekuláris, az iráni iszlám civilizáció ellenében folytatott politikája és hibás, pazarló gazdasági döntései révén diktatórikus rendszere mind komolyabb ellenzéket termelt ki, amely az iráni forradalom keretében 1979-ben megbuktatta. Hazájából el kellett menekülnie és az emigrációban halt meg nem sokkal később.

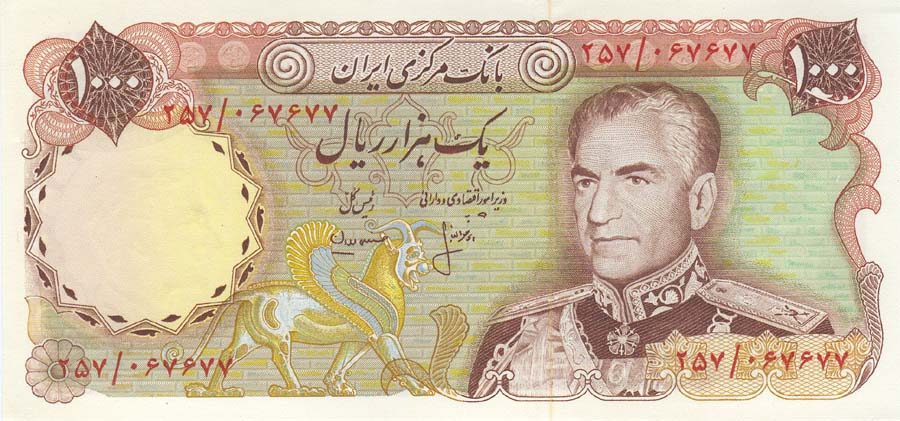
Az iszlám forradalom előtt kibocsátott 1974-es típusú 1000 riálos bankjegy Mohammad Reza Shah Pahlavi katonai díszegyenruhás portréjával. Ebben a szériában 20, 50, 100, 200, 500, 1000, 5000 és 10 000 riálos címleteket bocsátottak ki. Uralma alatt az iráni riál valamennyi bankjegyén ő szerepelt, összesen tizenhárom szériában, kilencféle sah portréval. A monarchia alatt a bankjegyeket 1974-ig a brit Harrison cég, aztán a szintén brit Thomas de La Rue nyomtatta.

## Ifjúsága
Mohammad Reza Pahlavi az akkor még Reza Hán nevet viselő későbbi sah (akkor még csak perzsiai kozákparancsnok) és második felesége, Tádzs ol-Moluk (1896–1982) gyermekeként jött világra. Apja négy feleségétől tíz testvére született, közülük a legtovább éltek ikerhúga, Asraf hercegnő (2016-ig) és féltestvére, Golám Reza (2017-ig).
Apja 1921-ben államcsínyt hajtott végre, és a nemzetgyűlés 1925-ben sahhá nyilvánította az 1923-tól emigrált Ahmad sah helyett; az 1926. április 25-én történt koronázástól kezdve az ifjú Mohammad a nezám (koronaherceg) címet viselte.
A szigorú neveltetésben részesülő trónörökös 1931-től 1935-ig a svájci Le Rosey Intézetben tanult, hazatérve pedig a teheráni katonai akadémiát látogatta 1938-ig. Reza Pahlavi a második világháborúban eredetileg semleges maradt, de közismert volt, hogy németbarát. 1936-tól kezdve komoly gazdasági-politikai kapcsolatokat építettek ki a „közös árja származás” alapján, rengeteg német szakember és ügynök tevékenykedett az országban; még a transziráni vasút is az ő segítségükkel épült fel. A Szovjetunió ellen indított német támadás, a Barbarossa hadművelet után félővé vált, hogy a komoly kőolajkinccsel rendelkező ország Adolf Hitler mellé állhat, ezért közös angol–szovjet hadművelet keretében a szövetségesek 1941 augusztus végén megszállták Iránt. Reza Pahlavi, miután fiára eskette fel a parlamentet (madzslesz), szeptember 26-án lemondott, a britek pedig előbb Mauritiusra, majd Dél-Afrikába internálták, ahol 1944-ben meghalt.

## Uralkodása

### A szövetségesek árnyékában

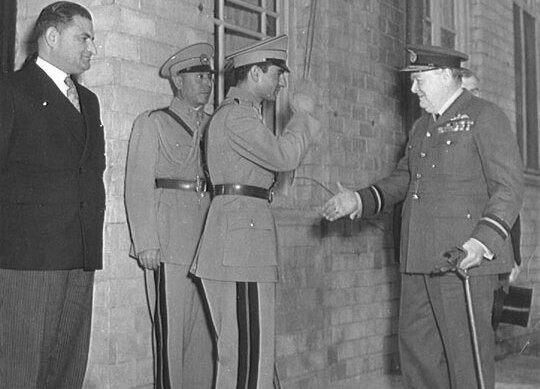
Mohammad Reza sah fogadja Winston Churchill brit miniszterelnököt 1943-ban

Az ifjú Mohammad Rezának, aki többek között az „Árják világossága” (Árjámehr – آریامهر) címet is viselte, nem sok beleszólása volt a háborús években az ügyek alakulásába, bár 1942. január 29-én aláírt egy szerződést a Perzsa-öböl térségét ellenőrző britekkel és az északi vidéket megszállás alatt tartó szovjetekkel, hogy tiszteletben tartják az ország függetlenségét, cserébe szabad hozzáférést biztosít annak minden erőforrásához saját védelme érdekében. Iránnak kulcsszerepe volt abban, hogy a szovjeteket utánpótlással lehessen ellátni – 1941 és 1945 között a támogatás mintegy harmada innen érkezett a Szovjetunióba. A szövetségesek legfőbb vezetői, Sztálin, Winston Churchill és Franklin D. Roosevelt 1943 novemberében a teheráni konferencián találkoztak.
Az 1945-ben kivonuló britekkel ellentétben a helyi kommunista mozgalmat, a Tudét támogató szovjetek csak az ENSZ nyomására tették meg ugyanezt 1946-ban, de akkor is csak úgy, hogy létrehoztak két apró, rövid életű bábállamot Északnyugat-Iránban: 1945-ben Tabriz központtal jött létre az ún. Azeri Népkormányzat (1945–1946), valamint a kurdok által alapított Mahabádi Köztársaság (1946–1947). Ezek azonban orosz támogatás híján gyorsan összeomlottak.

### A világháborútól Moszaddeg bukásáig
A magára maradt, fiatal és tapasztalatlan Mohammad Reza sahra nem könnyű feladat várt. Apja életműve szétesett, az ellenzék megerősödött, továbbá számos nomád csoport jutott fegyverekhez. Ilyen körülmények között viszonylag szabad politikai légkör uralkodott az országban, melynek igencsak felértékelődött kőolajkincse. Ennek kitermelését 1919 óta az Anglo-Iranian Oil Company (Angol–iráni Olajtársaság) végezte, és Irán csak a jövedelmek meglehetősen kis részéből gazdálkodhatott a kedvezőtlen szerződéseknek köszönhetően. A társaság a háború után is megőrizte státuszát, vagyis az iráni gazdaság jelentős hányada felett továbbra is brit ellenőrzés érvényesült – igaz, katonailag immár az Amerikai Egyesült Államok Perzsa-öbölben létrehozott parancsnoksága gyakorolt felügyeletet a térségben.
Az 1947-ben meghirdetett Truman-doktrína is garantálta a perzsa függetlenséget, ráadásul 1949. február 4-én a Tude merényletet kísérelt meg elkövetni a sah ellen, ezért betiltották. Az Iránban végleg talaj nélkül maradt szovjetek még próbálkoztak azzal, hogy olajkoncessziót követeljenek, de Ahmad Kavám miniszterelnök keresztülvitte, hogy a parlament döntsön erről, és a testület el is utasította a tervet. Ekkor lépett porondra a megbuktatott Kádzsárok rokona, a Pahlavik arisztokratikus ellenzéki vezetője, Mohammad Moszaddeg, aki 1950-ben létrehozta az igen sokszínű ideológiai hátterű, iszlamista, nemzeti, szociáldemokrata és radikális pártokat egyaránt tömörítő Patrióta Nemzeti Frontot, melynek fő célkitűzése az volt, hogy Iránt minden külső hatalomtól függetlenítse.
A sah és köre a fronttal szemben egyértelműen Amerikára támaszkodott, félve a szovjet előretöréstől, és sikertelen népjóléti intézkedéseket hozott, illetve 1949-ben beindította az első hétéves tervet. 1951-ben szélsőséges iszlamisták meggyilkolták Ali Razmára miniszterelnököt, és hamarosan Moszaddeg alakíthatott kormányt. Egyik első intézkedése volt az AIOC államosítása, amely egy hágai nemzetközi pert, brit embargót és a nyugati szakemberek kivonását vonta maga után. Mindezek mellett félő volt, hogy az „Öreg Mossy” – ahogy a nyugati sajtóban nevezték –, bár kommunistaellenes volt, csatlakozik a keleti blokkhoz.

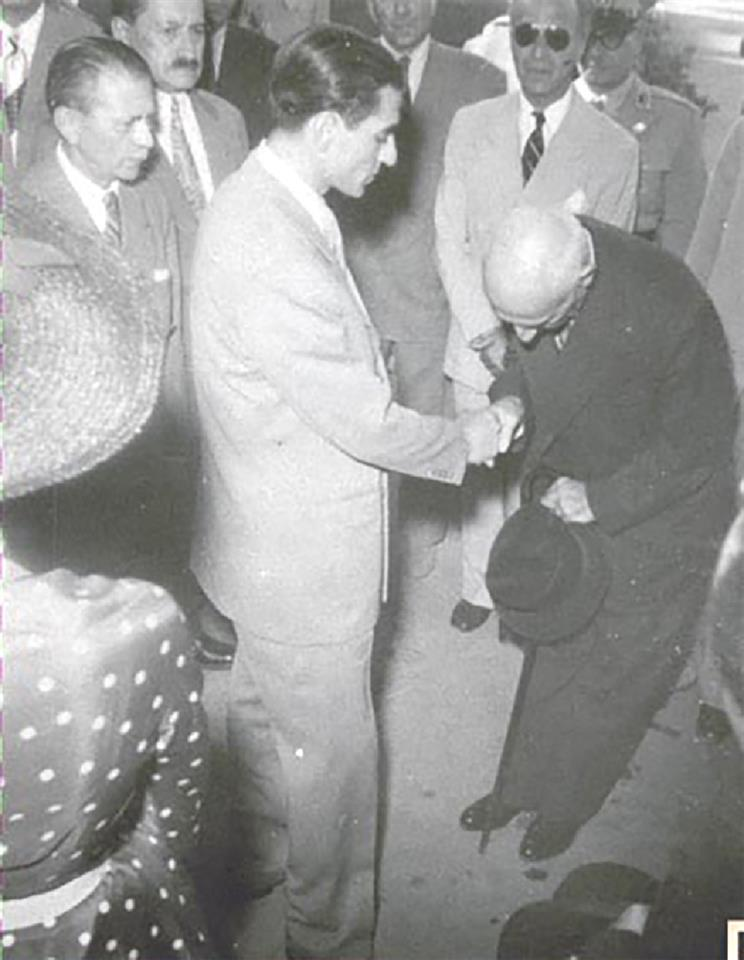
Moszaddeg miniszterelnök kezet csókol a sahnak. A sahot uralkodása alatt alattvalói kötelezően kézcsókkal köszöntötték.

Moszaddeg törekvéseinek mindinkább gátjává vált a sah és köre, ezért 1952-ben rendkívüli felhatalmazást kért és kapott a madzslesztől, melynek birtokában megkezdte a royalisták száműzését elbocsátásokkal és perekkel, és 1953-ban a parlamentet is feloszlatta, amivel az iszlamistákat is elidegenítette magától. A kommunista fordulattól tartó CIA eközben Kermit Roosevelt vezetésével puccsszervezésbe kezdett. Az Ajax hadműveletre 1953 augusztusában került sor. Augusztus 13-án a sah menesztette Moszaddeget, aki nemhogy visszavonult volna, de száműzte is Reza Pahlavit. Az uralkodó Rómában keresett menedéket. Augusztus 19-én aztán Herbert Norman Schwarzkopf tábornok és a CIA által megszervezett royalisták letartóztatták Moszaddeget, akit három év börtönre, majd annak letöltése után életfogytiglani házi őrizetre ítéltek.

### A katonai diktatúra (1953–1960)
A visszatérő sah miniszterelnöke Fazlolláh Záhedi, egy megbízható katonatiszt lett. Az elkövetkező hét évben Iránt kemény, diktatórikus kormányzat irányította. Ennek egyik legfőbb eszköze a SZÁVÁK nevű belbiztonsági és politikai rendőrség volt, amit amerikai és izraeli segítséggel szerveztek meg. Az Iszlám Köztársaság propagandája szerint 60 000 ügynököt foglalkoztatott, és a testület az iráni társadalom jelentős részét beszervezte. A SZÁVÁK kétségtelenül kegyetlen módszerekkel küzdött a sah ellenzéke felderítésének és visszaszorításának érdekében. Más, független források szerint ugyanakkor a SZÁVÁK ügynökeinek száma soha nem haladta meg a 6000 főt. Halálos áldozatainak számát nehéz meghatározni, de kb. 100 politikai fogoly és közel 400 marxista és iszlamista gerilla kivégzését bizonyítottnak tekintik.

A Pahlavi-korona.
A sah személyes lobogója.
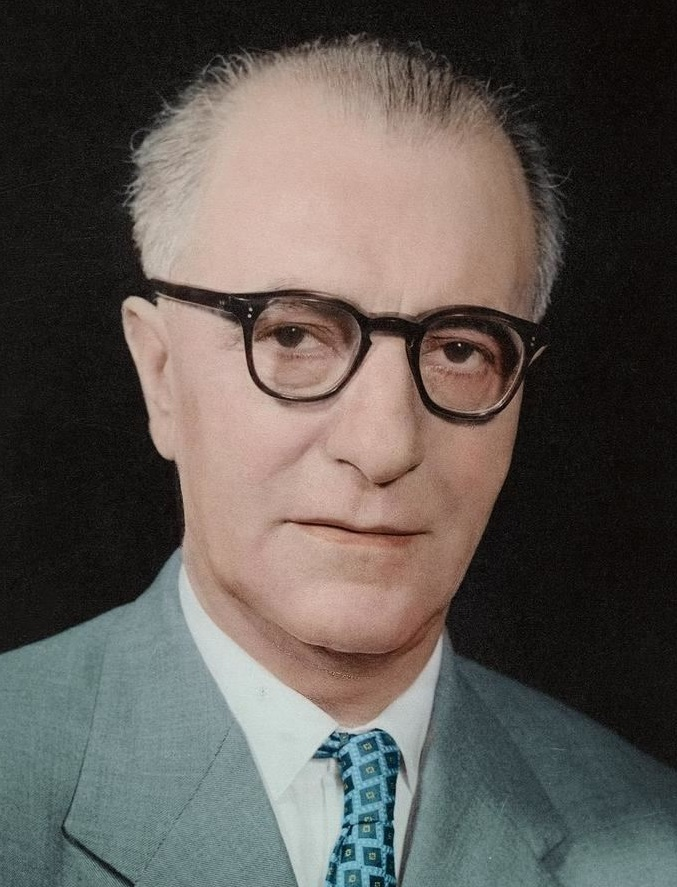
Fazlolláh Záhedi (1892-1963) tábornok, a sah miniszterelnöke (1953-1955).
A SZÁVÁK jelvénye.
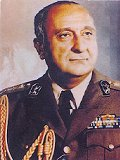
Nematolláh Nasziri (1911-1979) tábornok, 1965 és 1978 között a SZÁVÁK parancsnoka. 1979. február 15-én Homeini parancsára kivégezték.
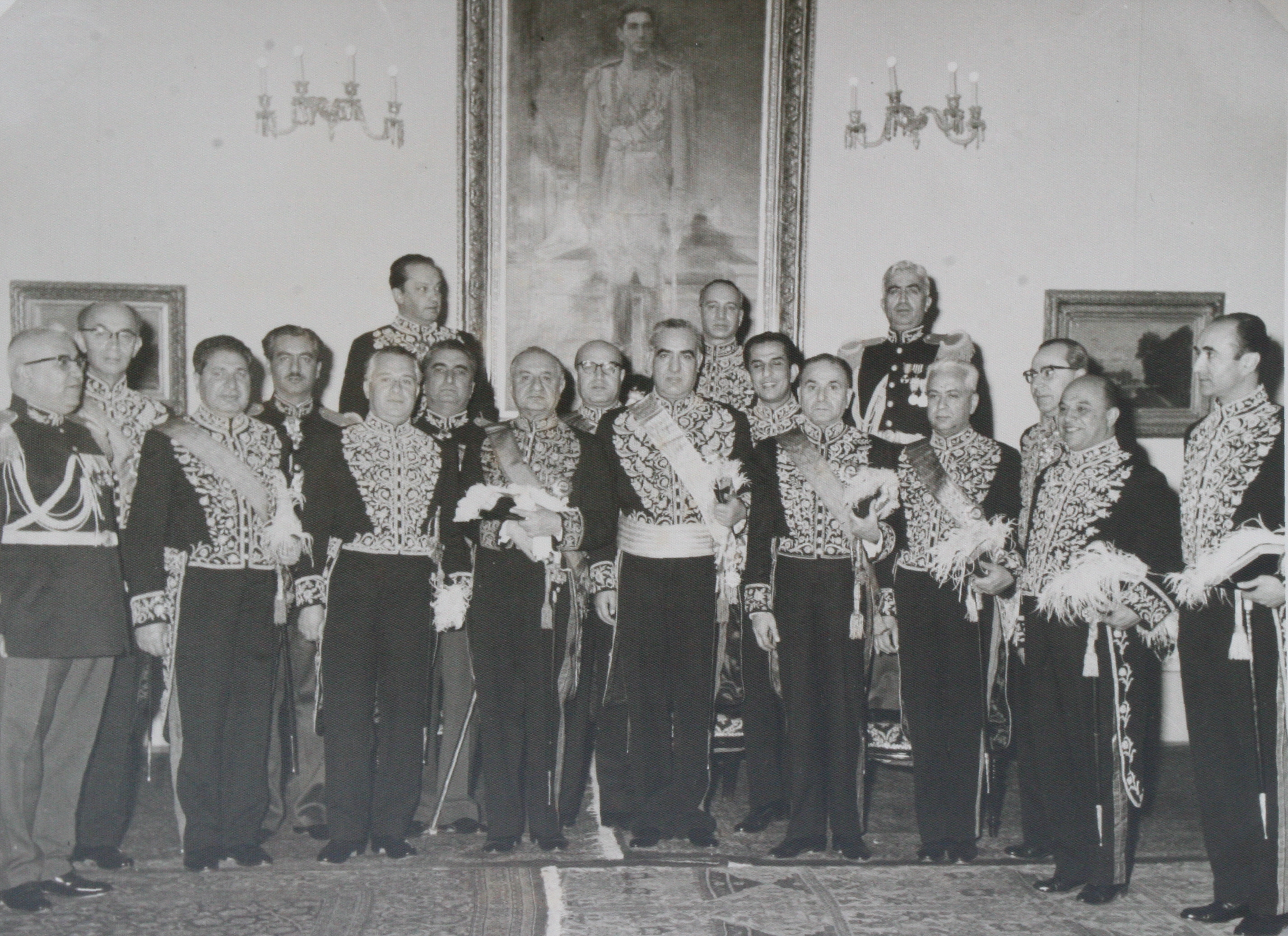
Az iráni császári kormány Manucsehr Egbál (1909-1977) miniszterelnök (1957-1960) alatt. A kabinet mögött a falon a sah portréja függ.

Mindeközben az Egyesült Államok Izraelhez hasonló gazdasági támogatásban és jelentős fegyverszállításokban részesítette hű szövetségesét. 1954-ben a válságot kiváltó olajügyet is rendezték: az AIOC megszűnt, helyét pedig egy amerikai vezetésű nemzetközi konzorcium váltotta fel. Az Amerika-barátságot az 1955-ös bagdadi paktum is rögzítette: ezt Irak, Törökország és Pakisztán mellett Irán is aláírta. A sah 1959-ben részt vett a Perzsa-öböl államainak zömét és Pakisztánt tömörítő CENTO megalapításában is. Ugyanebben az évben egy tudósbizottság vizsgálódása nyomán bejelentette, hogy bár apja 1935-ben az Irán név kizárólagos használatát kérte a nemzetközi közösségtől, a Perzsia megnevezést ezzel egyenértékűnek tekinti.
1956-ban indult be a második hétéves terv, amely az ország infrastruktúrájának és mezőgazdaságának fejlesztését tűzte ki célul, és keretében több vízierőmű-építésre is sor került.

### Enyhülés
Mohammad Reza 1959-ben harmadszor is megnősült. Választottjától, Farah Dibától 1960-ban megszületett első fiúgyermeke, a trónörökös Reza Kürosz (neve azonos a Perzsa Birodalmat építő Nagy Küroszéval). A monarchiát konszolidáló esemény örömére látványos enyhülés következett be a sah belpolitikájában, amit afféle „felvilágosult abszolutizmusként” jellemezhetünk leginkább. Ebben az időben Reza nyomására számos népjóléti intézkedés született. A politika azonban nem liberalizálódott: az 1961-es választások zavargásokba torkolltak, mire a sah feloszlatta a parlamentet, és az addigi pártok helyére létrehozta az Új Irán Pártját (Irán-e Novin), ami az uralkodó támogatóit – katonákat, arisztokratákat, nyugatosokat, technokratákat – tömörítette.

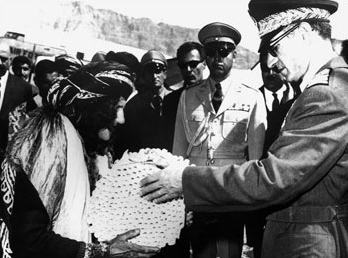
A sah földet oszt. A „fehér forradalom” az elképzelésekkel ellentétben nem váltotta be a hozzá fűzött reményeket a mezőgazdaságban. Az ágazat megoldatlan strukturális problémái később hozzájárultak a rendszer bukásához.

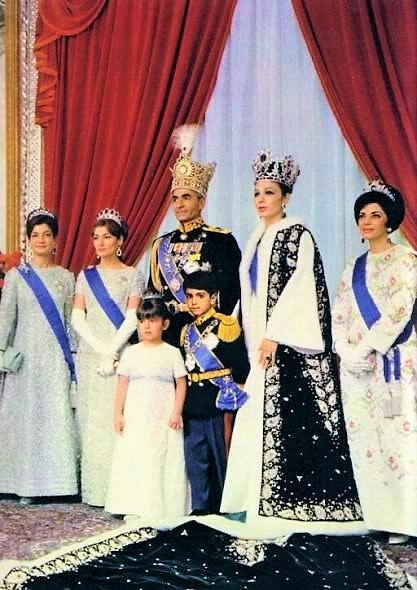
A sah és családja koronázásuk után (balról jobbra: Asraf hercegnő, Sahnáz hercegnő, Mohammad Reza sah, Farah császárné, végül Samsz hercegnő; a sah előtt Farahnáz hercegnő és Reza trónörökös)

1958-ban jött létre a Pahlavi Alapítvány (Bonjád-e Pahlavi), mely 1961-től kezdve jelentős pénzösszeggel rendelkezett a sah magánvagyonából, amit közszolgálati célokra (oktatás, gazdaságfejlesztés, egészségügy) fordított. 1962-ben a sah meghirdette az ún. fehér forradalmat, avagy „a sah és a nép forradalmát”, ami egy komplex gazdasági reformprogram volt. (Népszavazást is tartottak róla 1963 januárjában, amely elsöprő többséggel támogatta.) Ennek keretében földosztást, illetve erdő- és legelőállamosítást kezdtek. A forradalom része volt az analfabetizmus felszámolására indított harc, illetve az erőteljes iparfejlesztés. Az intézkedéssorozat legfontosabb pontja, a földreform súlyos következményekkel járt. Egyfelől tiltakozásokat váltott ki a síita „egyház”, a legnagyobb földbirtokos képviselőiből, másfelől a szervezetlenség miatt az immár központi vízelosztást nélkülöző, szétszabdalt birtokrészek nagy része elsorvadt. Az iráni parasztság jelentős hányada a városokba áramlott, az ország pedig hamarosan mezőgazdasági importra szorult. A legelők és erdők államosítása – ami részben a megbízhatatlan nomád lakosság ellenőrzését is szolgálta – elvileg kártalanítási célzattal történt, de gyakorlatban csak a sah támogatóit gazdagította. Az intézkedéssorozat ellen tiltakozó síiták legfőbb vezetőjét, Ruhollah Khomeini ajatollahot 1964-ben Törökországba toloncolták ki.
1966. szeptember 7-étől 13-áig Magyarországon tartózkodott a sah és felesége.
A konszolidáció leglátványosabb aktusa az volt, amikor Mohammad Reza Pahlavi 1967. október 26-án Teheránban hivatalosan is császárrá, vagyis a „királyok királyává” (sáhánsáh) koronáztatta magát, és az egyúttal megkoronázott feleségét, Farahot az iszlám időszakában ismeretlen sáhbánu (császárné) címmel ruházta fel. Az idő múlásával apja nyomdokain haladva a sah mindinkább az óperzsa kor nagyságát, különösen a birodalomalapítő, Nagy Kürosz emlékét használta fel reprezentációs célokra. A sah idején ókori perzsa motívumokkal díszített középületeket emeltek, mi több, 1971-ben, „Irán 2500. születésnapján” (a dátumot Kürosz halálához képest számították ki) az évforduló tiszteletére megrendezték a híres, dollármilliókat felemésztő perszepoliszi partit Perszepolisz és Paszargadai környékén, ahol a luxussátrakban számos külföldi vezető is tiszteletét tette (többek között Spiro Agnew amerikai alelnök, Fülöp edinburgh-i herceg, Josip Broz Tito jugoszláv és Nicolae Ceaușescu román diktátorok, Baldvin belga, Huszejn jordán és II. Moshoeshoe lesothói király, Hailé Szelasszié etióp császár, Losonczi Pál elnök stb.). Ezt a pazarlást csak Jean-Bédel Bokassa közép-afrikai diktátor császári koronázási ceremóniája tudta felülmúlni, amely egy Iránnál is szegényebb államban történt.
A sah további intézkedése volt, hogy 1975/2505-ben új, birodalmi időszámítást vezettek be, melynek az alapító i. e. 529-es halála volt a kezdőpontja.

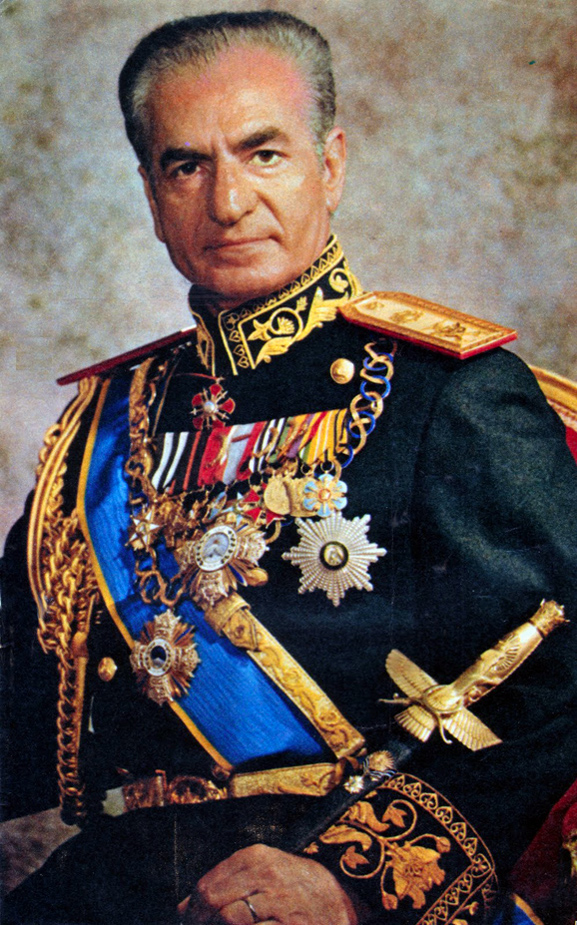
Mohammad Reza Pahlavi sah katonai díszegyenruhás hivatalos uralkodói portréja.

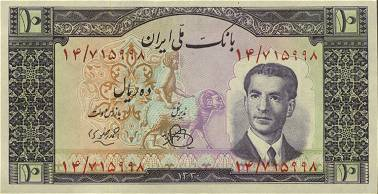
Iráni 10 riálos bankjegy 1951-ből a sah portréjával.
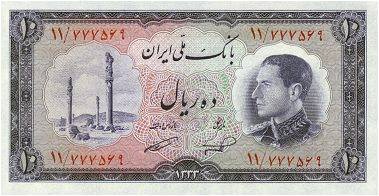
Iráni 10 riálos bankjegy 1954-ből a sah portréjával.
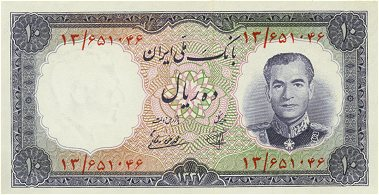
Iráni 10 riálos bankjegy 1958-ból a sah portréjával.
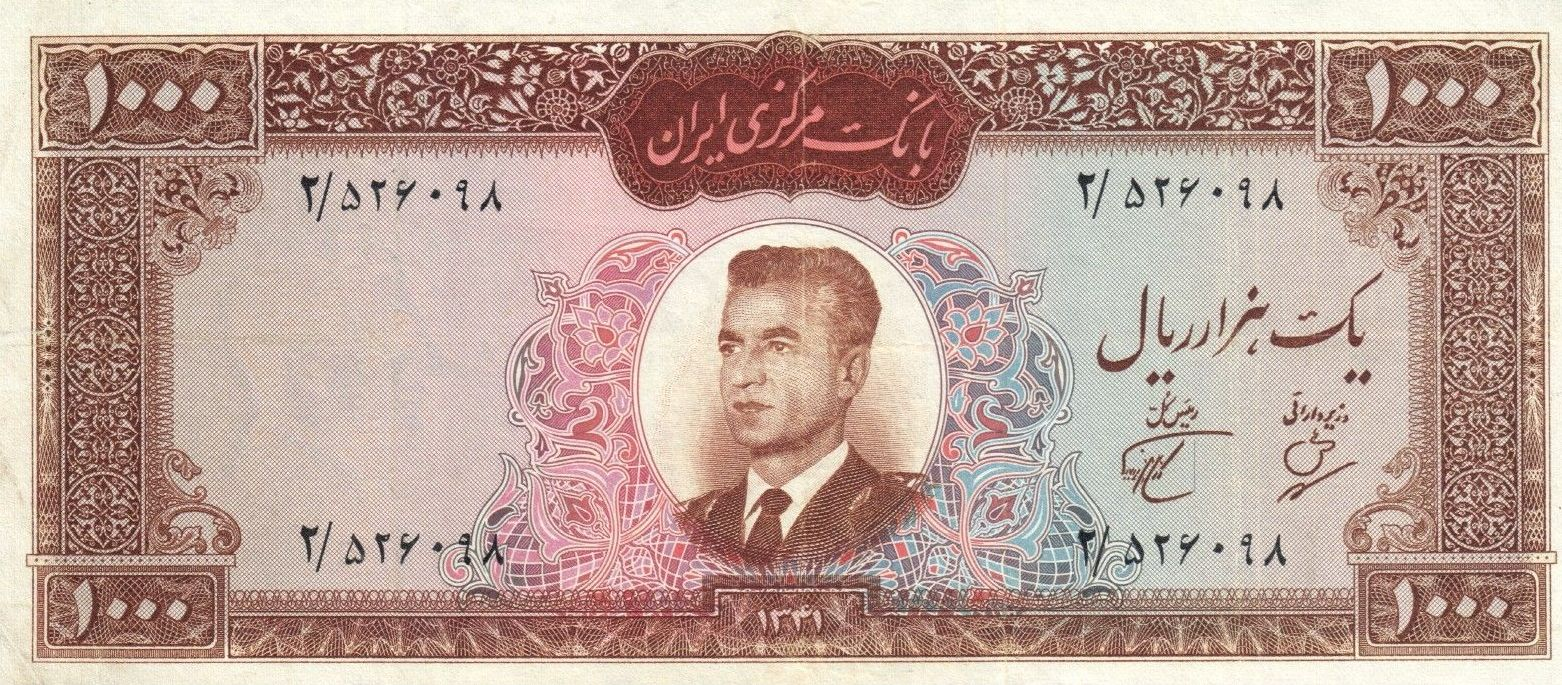
Iráni 1000 riálos bankjegy 1962-ből a sah portréjával. Mérete: 180×80 mm.
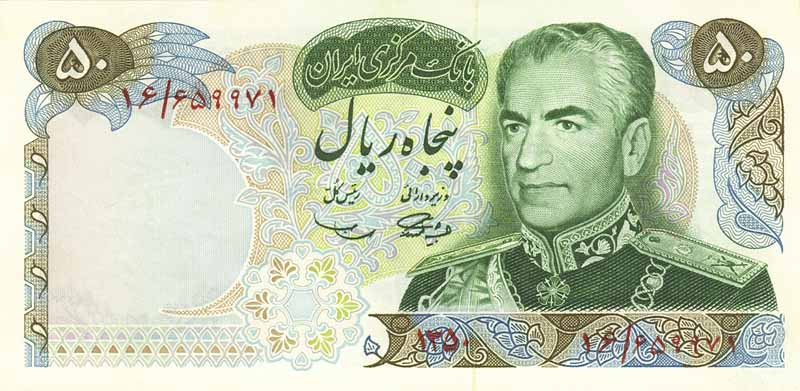
Iráni 50 riálos emlékbankjegy 1971-ből, Perzsia megalapításának 2500. évfordulója alkalmából.
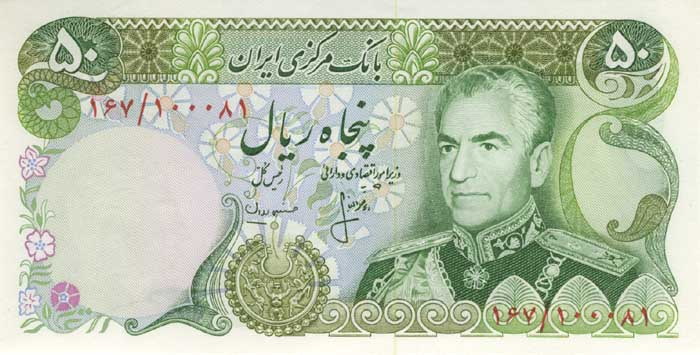
Iráni 50 riálos bankjegy 1974-ből a sah portréjával.
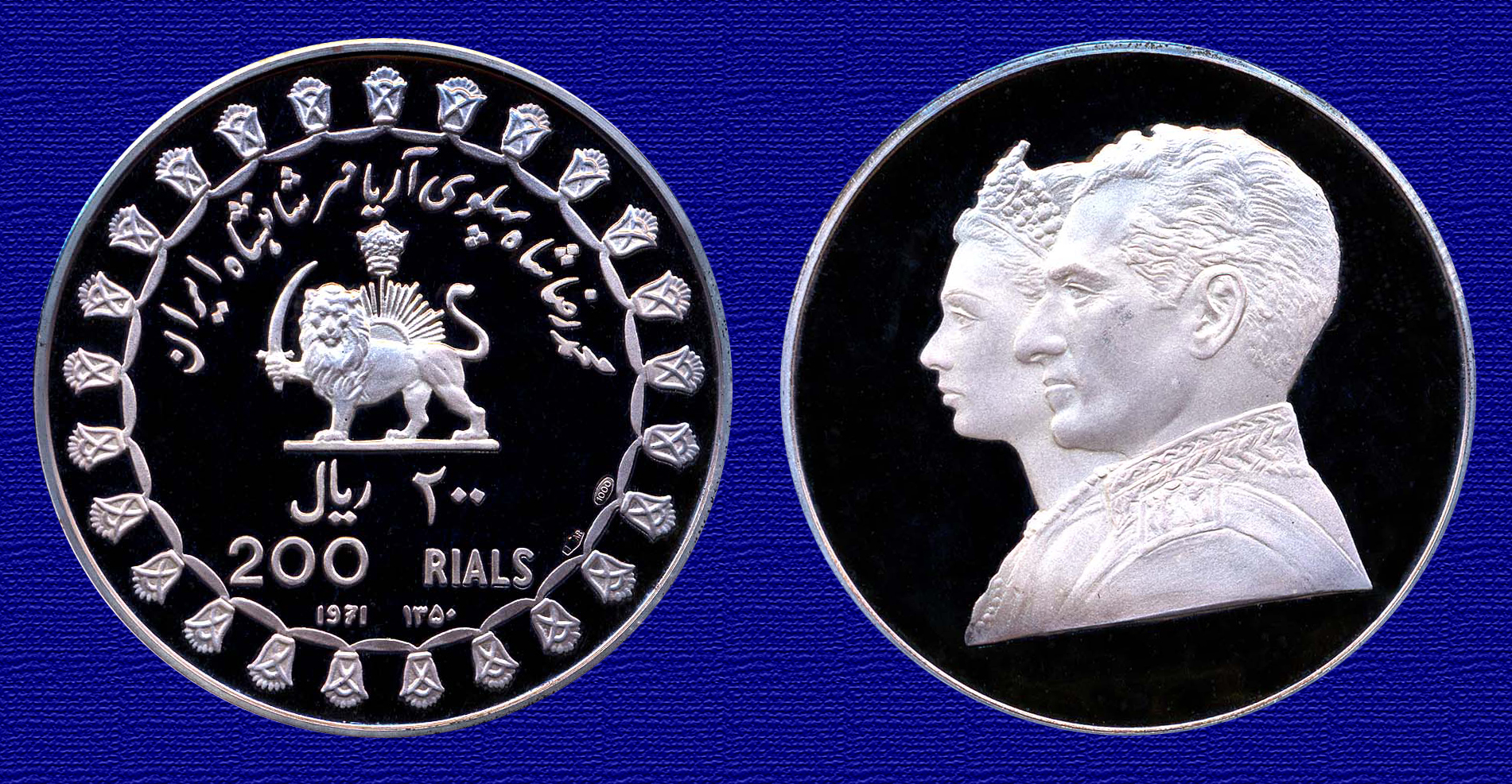
200 riálos ezüst emlékérme a Perzsa Birodalom alapításának 2500. évfordulója alkalmából a sah és felesége képmásával.
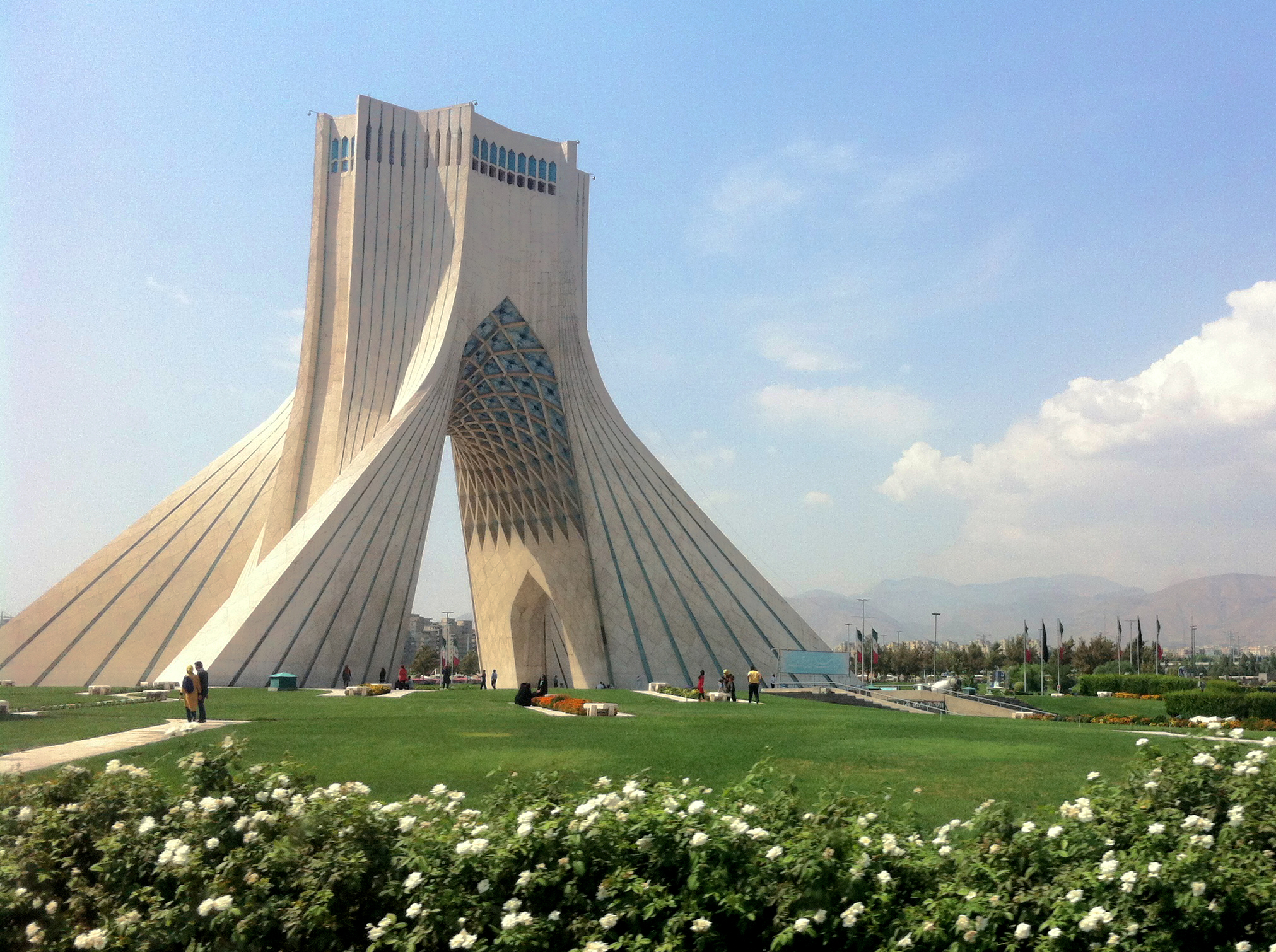
Az Azadi (Szabadság) torony, Teherán jelképe. Eredetileg a Perzsa Birodalom alapításának 2500. évfordulójára, de a sah tiszteletére épült, Sahjád Árjámehr néven.
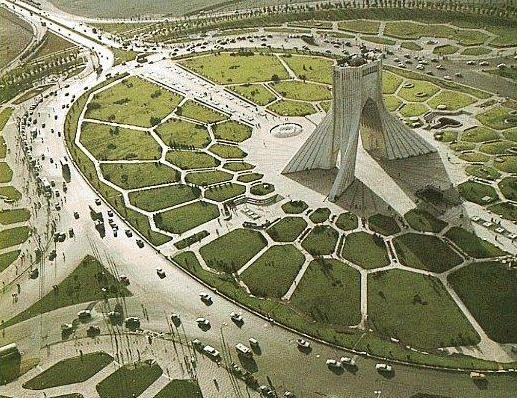
A Sahjád Árjámehr 1971-ben. Az emlékmű szerepelt az 1974 és 1979 között kibocsájtott 200 riálos bankjegy hátoldalán is.
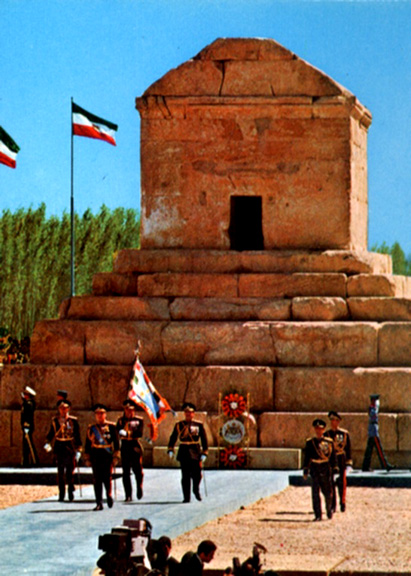
A sah és kísérete 1971-ben Paszargadaiban Nagy Kürosz sírjánál.

### Külpolitikai törekvések
Eközben külpolitikai tekintetben is változás állt be. Bár továbbra is kitűnő kapcsolatokat ápolt az Egyesült Államokkal, és 1965-ben hivatalosan is felvette a diplomáciai kapcsolatot Izraellel – melynek olajellátását ebben az időben jórészt Irán biztosította –, a sah nyitott a Szovjetunió felé is. 1967-ben gazdasági szerződést kötött a bolsevik birodalommal, melynek keretében Moszkva erőforrásaiból Iszfahánban ipari kombinát, az azerbajdzsáni határfolyón, az Arakszon pedig vízierőmű épült.

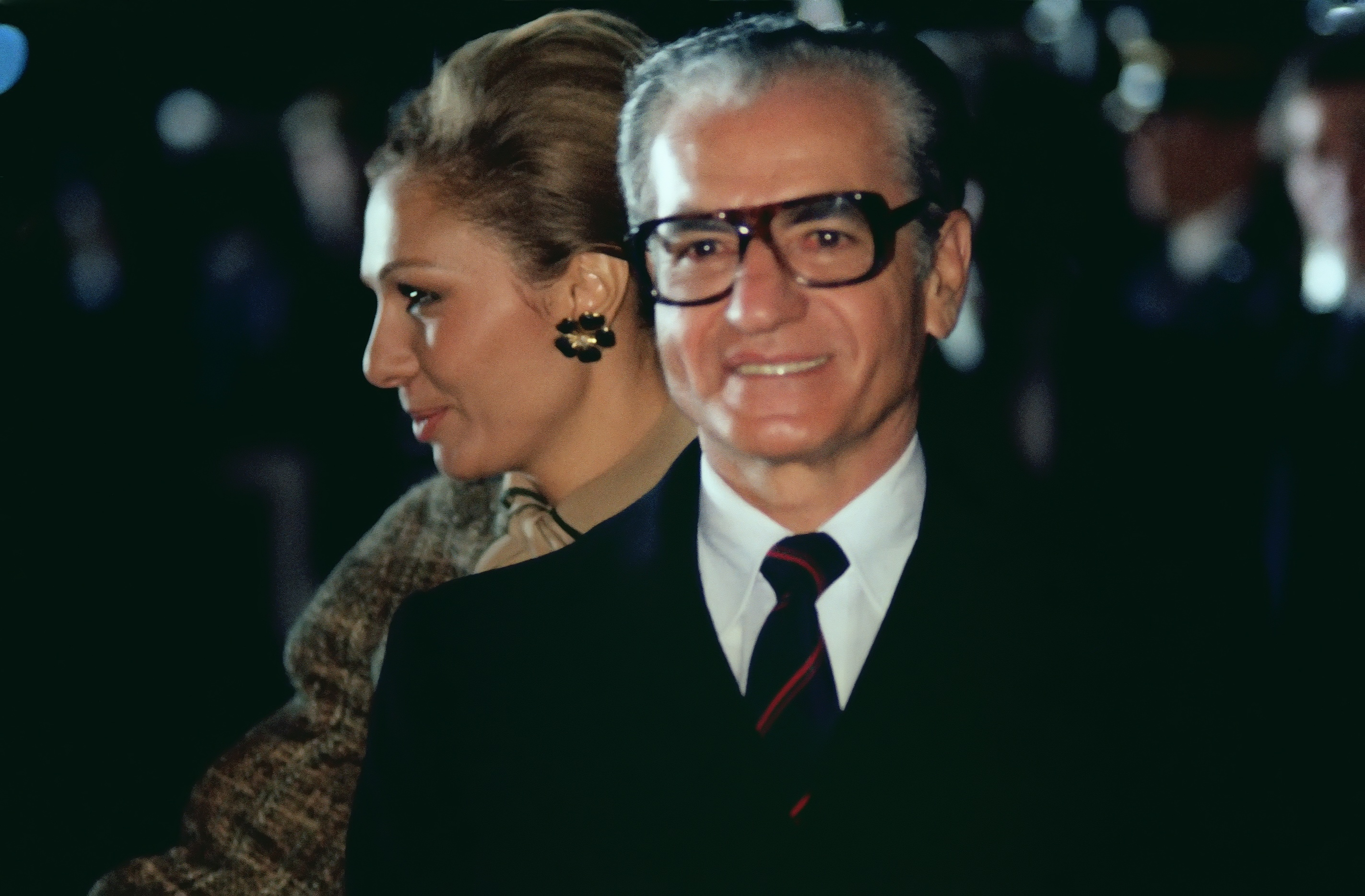
A sah és felesége 1977-es amerikai látogatásuk alkalmával

Az 1970-es években a sah külpolitikailag is aktivizálódott. Miután 1971-ben a britek végleg kivonultak a Perzsa-öbölből, Mohammad eltökélte, hogy Iránt a térség meghatározó hatalmává teszi. Ennek érdekében még abban ez évben elfoglalta a Hormuzi-szorost vigyázó Abu Músza-szigeteket (igaz, a régi perzsa követelésről, Bahreinről lemondott), 1972-ben pedig csapatokat küldött Ománba Kábúsz szultán megsegítésére a lázadók ellen. Az Irakkal fennálló határvitát az 1974-es algíri szerződésben rendezték ideiglenesen (az iráni forradalmat követően Szaddám Huszein ezt a szerződést felmondta): az addig vitatott Satt el-Arab középvonalát jelölték ki határnak. Nagyhatalmi törekvései – a sah kijelentette, hogy 2000-re Iránt a világ 6. legfejlettebb államává akarja tenni, és addigra 20 atomerőművet akar építtetni – fontos eszköze volt a hadsereg, amelynek fejlesztésére és modernizációjára hatalmas összegeket költött. Az atomenergiára India 1974-es kísérleti atomrobbantása hívta fel a sah figyelmét, aki Pakisztánhoz hasonlóan nem akart lemaradni a versenyben. Ahvázban Franciaország, Busehrben az NSZK támogatásával indult fejlesztési program és intenzív atomszakember-képzés. A sah korán gondoskodott arról is, hogy Irán számítógépekkel rendelkezzen.

### Militarizmus
A Pahlavi-dinasztia hatalmának legfőbb támasza a kezdetektől a bukásig a lojális fegyveres erő volt. A növekvő olajbevételek, majd az olajárrobbanás lehetővé tették Mohammad Reza Pahlavi egyik álmának, egy világviszonylatban is a legerősebbek és legkorszerűbbek közé számító hadseregnek a megteremtését. Az 1960-as évektől Irán csillagászati összegeket költött a fegyveres erőkre, és igyekezett a lehető legkorszerűbb nyugati és szovjet haditechnikát beszerezni. Az 1970-es években 10 milliárd akkori amerikai dollár költségvetéssel indult el az Iráni Császárság atomprogramja, ez 8 amerikai, és 2-2 német és francia atomerőmű megépítését tartalmazta, 23 000 MW összteljesítménnyel, a fő cél 500-600 db atombombához elegendő urán nyerése volt. A fegyveres erők összlétszáma 1978-ban meghaladta az 500 000 főt. A rendkívül magas katonai kiadások, melyeket csak az életszínvonal emelkedésének rovására lehetett megvalósítani, közvetve hozzájárultak a társadalmi elégedetlenség fokozódásához, így az iszlám forradalom kitöréséhez is.

A Császári Iráni Hadügyminisztérium jelvénye

#### Császári Iráni Hadsereg és a Császári Iráni Halhatatlan Gárda
Az Iráni Császárság szárazföldi fegyveres erejét a Császári Iráni Hadsereg (Artesh, angolul Imperial Iranian Ground Forces) és az elit Császári Iráni Halhatatlan Gárda (Gárd-e Dzsávidán-e Sáhansáhi-je Irán) alkották, békelétszámuk 1978-ban kb. 300 000 fő volt. A Császári Gárda két részből állt, a szűkebb, 5000 fős, egy harckocsi zászlóaljjal megerősített Halhatatlan Gárda (Gárd-e Dzsávidán) a sah testőrségének feladatát látta el, emellett létezett még egy 18 000 fős elit gárdahadosztály is.
A modernkori halhatatlanok az ókori Perzsa Birodalom elit hadosztályának, a Halhatatlanok mintáját követték. Elvileg még a szárazföldi erőkhöz számították a közbiztonsági, rendőrségi feladatokat ellátó Császári Iráni Csendőrséget. A szárazföldi erők létszámának és fegyverzetének megerősítésére a bőséges olajbevételekből az 1960-as évektől kezdődően került sor. 1978-ig összesen 894 db brit Chieftain tankot, 400 db amerikai M47 és M47M tankot, 180 db amerikai M48A5 tankot, 460 db amerikai M60A1 Patton tankot, 250 db brit FV101 Scorpion könnyűharckocsit, 500 db amerikai M109 önjáró ágyút, 575 db amerikai M113 páncélozott szállító harcjárművet, 300 db szovjet BTR–60 páncélozott szállító harcjárművet, 270 db szovjet BTR–50 páncélozott szállító harcjárművet, ZSZU–23–4 szovjet önjáró légvédelmi gépágyúkat, 300 db szovjet BM–21 Grad rakéta-sorozatvetőt, 52 db MIM–23 Hawk légvédelmi rakétaindítót, 2000 db rakétával, brit Rapier és Seacat légvédelmi rakétákat, 10 000 db BGM–71 TOW páncéltörő rakétát, 202 db Bell AH–1J Cobra harci helikoptert, 100 db Boeing CH–47 Chinook nehéz szállító helikoptert, és 214 db Bell 214 helikoptert állítottak szolgálatba. Az iszlám forradalom kitörésekor további 1350 db brit Chieftain harckocsi, 400 db amerikai M60A3 harckocsi, 500 db amerikai M109 önjáró ágyú és több száz szovjet BMP–1 lövészpáncélos leszállítására várt az iráni haderő. A tervek szerint az 1980-as évek elejére a hadsereg páncéloserőinek összesen 2244 db Chieftain, 860 db M60, 180 db M48 harckocsival kellett rendelkezniük. Az Artesh figyelemre méltó szerepet játszott Ománban, a szultán ellen küzdő marxista dhofari PFLO (Popular Front for the Liberation of Oman) gerillák legyőzésében. Az Imperial Iranian Brigade Group (IIBG) keretében 1972 és 1979 között 15 000 iráni katona szolgált Ománban, 1975 után már erősen lecsökkentett létszámban.

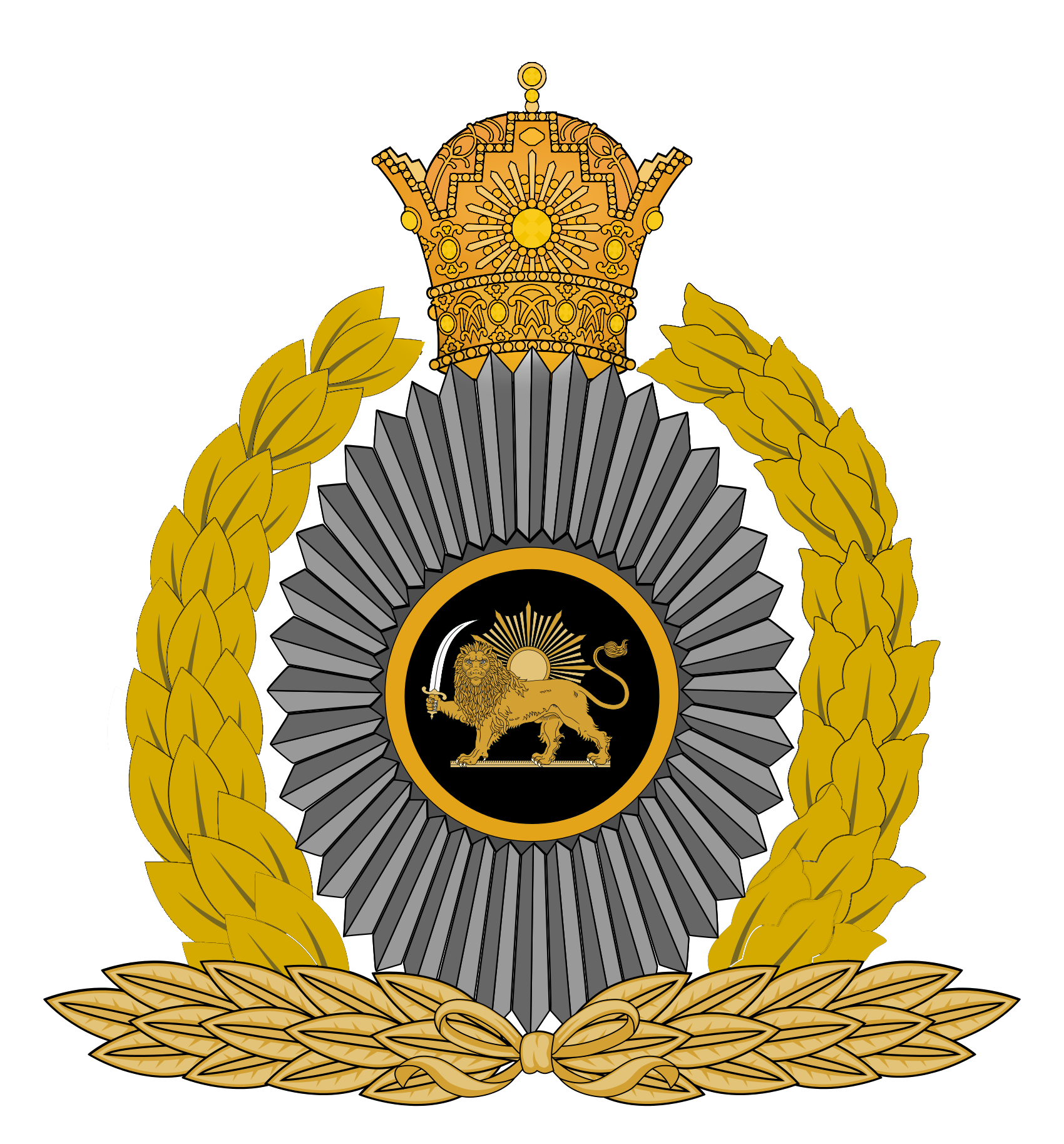
A Császári Iráni Hadsereg (Artesh) jelvénye
Az elit Császári Iráni Halhatatlan Gárda jelvénye
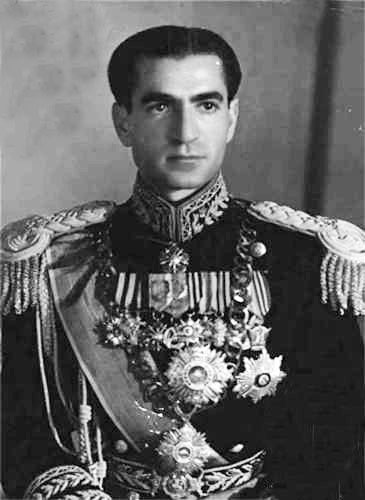
Mohammad Reza Pahlavi iráni sah az 1950-es évek elején, hadsereg főparancsnoki díszegyenruhában
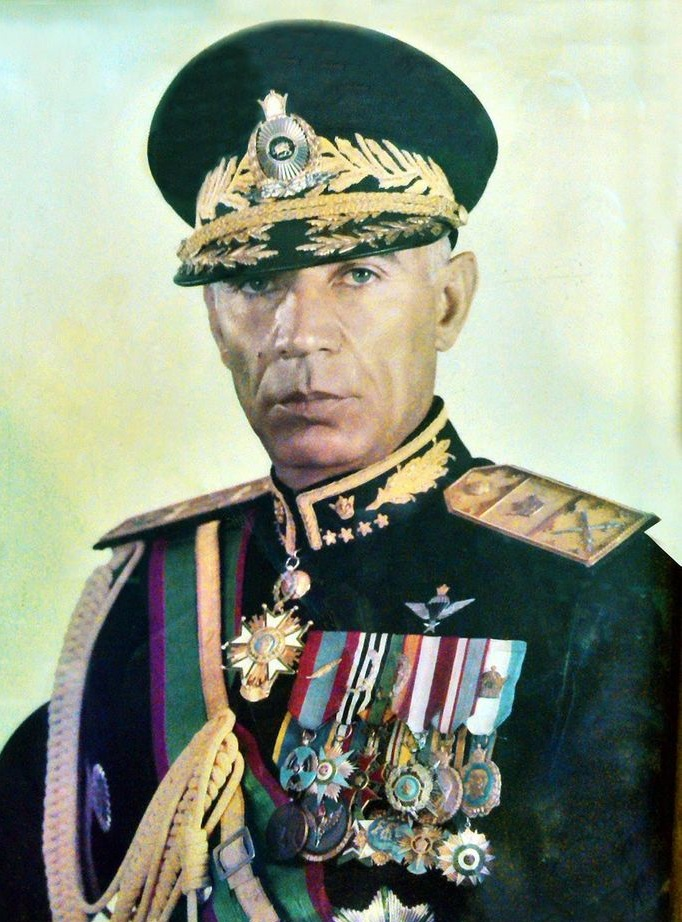
Fatholláh Minbashián (1916-2007) hadseregtábornok, a Császári Iráni Hadsereg parancsnoka 1969-1972 között, döntő szerepet játszott az 1963-as, Homeini ajatollah vezette iszlámista megmozdulás elfojtásában, valamint a Szaddám Huszein vezette Irak katonai megfélemlítésében
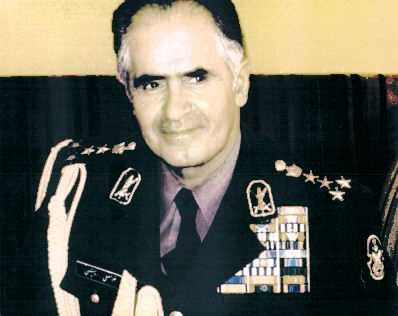
Golám-Ali Oveiszi (1918–1984) hadseregtábornok, a Császári Iráni Hadsereg utolsó parancsnoka. Oveiszi az iszlám forradalom fegyveres erővel történő leverését javasolta a sahnak. 1984-ben az iszlám köztársaság ügynökei meggyilkolták
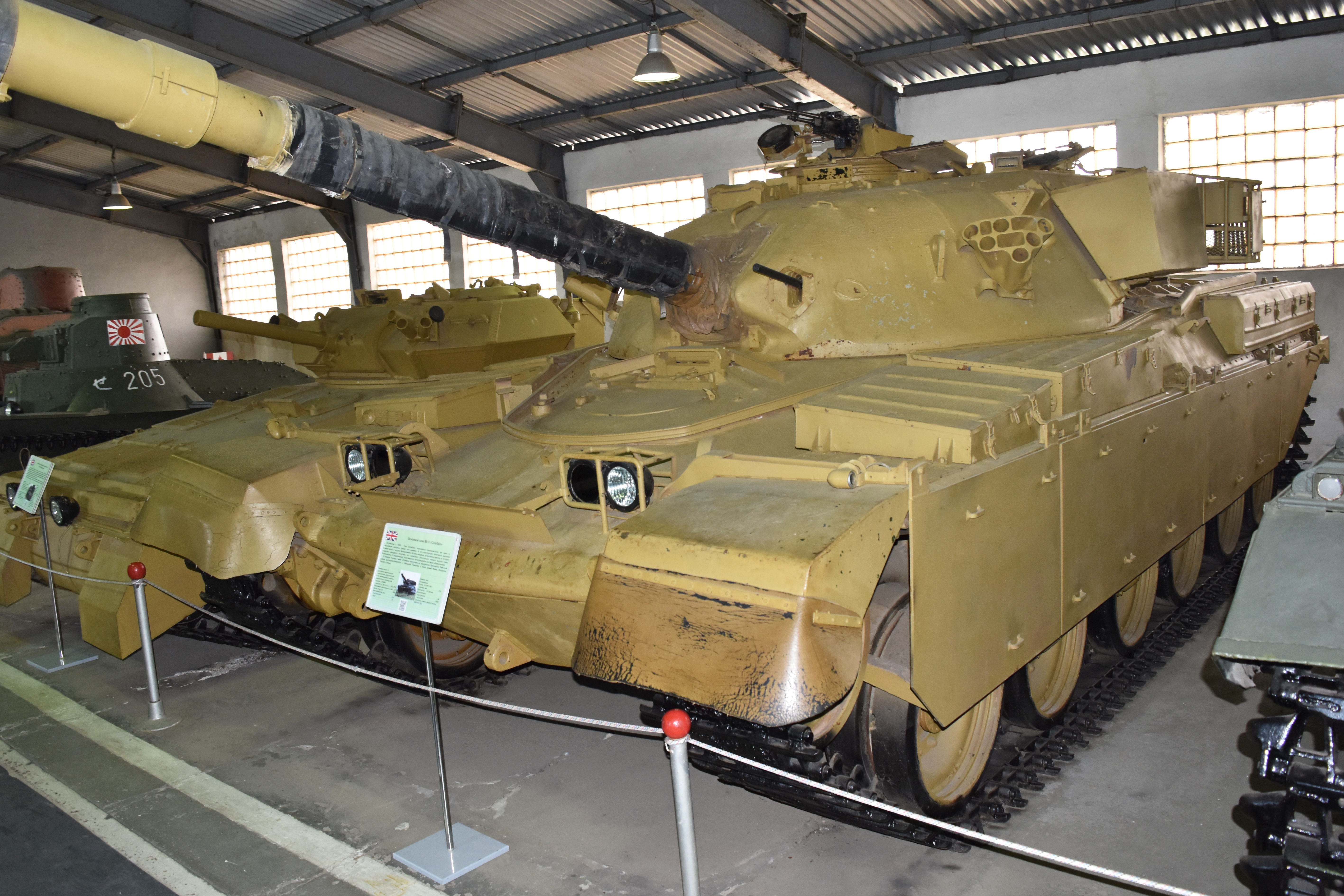
Korábbi iráni Chieftain Mk. 5 tank a kubinkai harckocsi múzeumban. Irán a sah alatt 894 db Chieftaint vásárolt, további 1350 db pedig megrendelésre került

#### Császári Iráni Légierő (Imperial Iranian Air Force)
Az 1920-ban alapított Császári Iráni Légierő fejlesztése szintén az 1960-as évektől vett lendületet. 1946-ban 6 db Hawker Hurricane vadászgép, majd 1948-ban 60 db P–47D Thunderbolt vadászgép megvásárlása jelentette a szerény kezdeteket. 1957-ben 34 db F–84G Thunderjet, majd 1960-ban 60 db használt F–86F Sabre sugárhajtású vadászgépet szereztek be. A látványos expanzió kezdetét 1965 jelentette 127 db Northrop F-5 A/B Freedom Fighter vadászgép rendszeresítésével, ezt 1968 és 1971 között 34 db F–4D Phantom II, 177 db F-4E Phantom II és 16 db RF-4E Phantom II követte. 1975-ben 79 db F–14A Tomcat, és 181 db F-5E/F Tiger II vadászgépet vásároltak. A következő fejlesztési időszakban, 1976 és 1985 között még jelentősebb bővítést terveztek, 1980-tól kezdődő szállításokkal. További 71 db F-14 Tomcat, 300 db F–16 Fighting Falcon és 250 db F/A–18 Hornet került megrendelésre. A sah tervei szerint 1985-re a Császári Iráni Légierő az amerikai és a szovjet után a harmadik legerősebb kellett legyen a világon.

Az Császári Iráni Légierő jelvénye
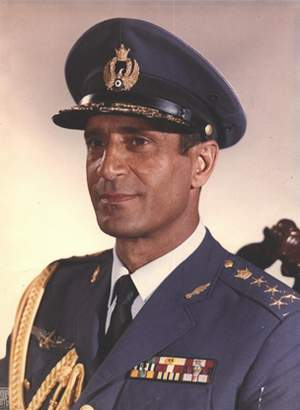
Mohammad Hátami (1920–1975) hadseregtábornok, akit a fegyvernem nagyszabású modernizációjáért az Császári Iráni Légierő atyjának neveztek
Amir-Hoszein Rabii altábornagy, a Császári Iráni Légierő utolsó parancsnoka, 1979. április 9-én négy másik császári tábornokkal és Hovejda volt miniszterelnökkel együtt Homeini ajatollah parancsára kivégezték
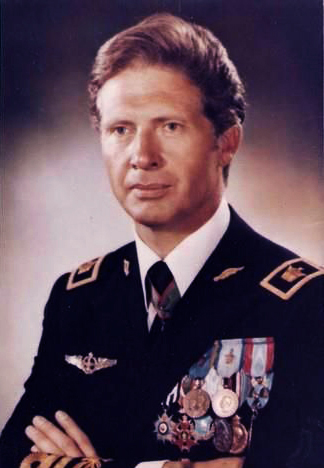
Náder Dzsahánbáni (1928–1979) altábornagy, jelentős szerepet játszott a légierő modernizációjában, többek között az F-14 Tomcat vadászgépek beszerzésében. 1979. március 13-án Hoimeini ajatollah parancsára kivégezték
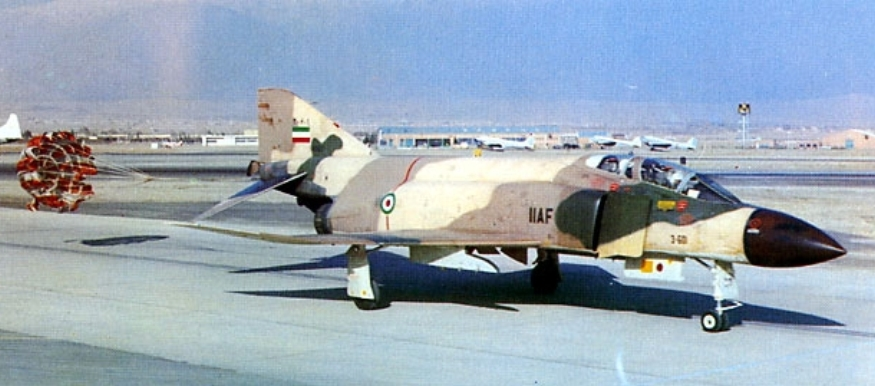
A Császári Iráni Légierő egyik F-4D Phantom II repülőgépe
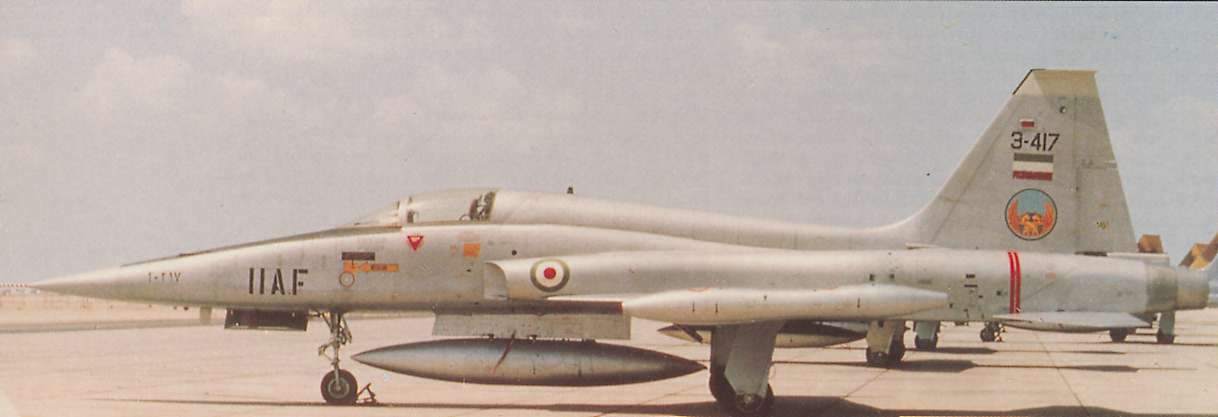
A Császári Iráni Légierő F-5A Freedom Fighter repülőgépe
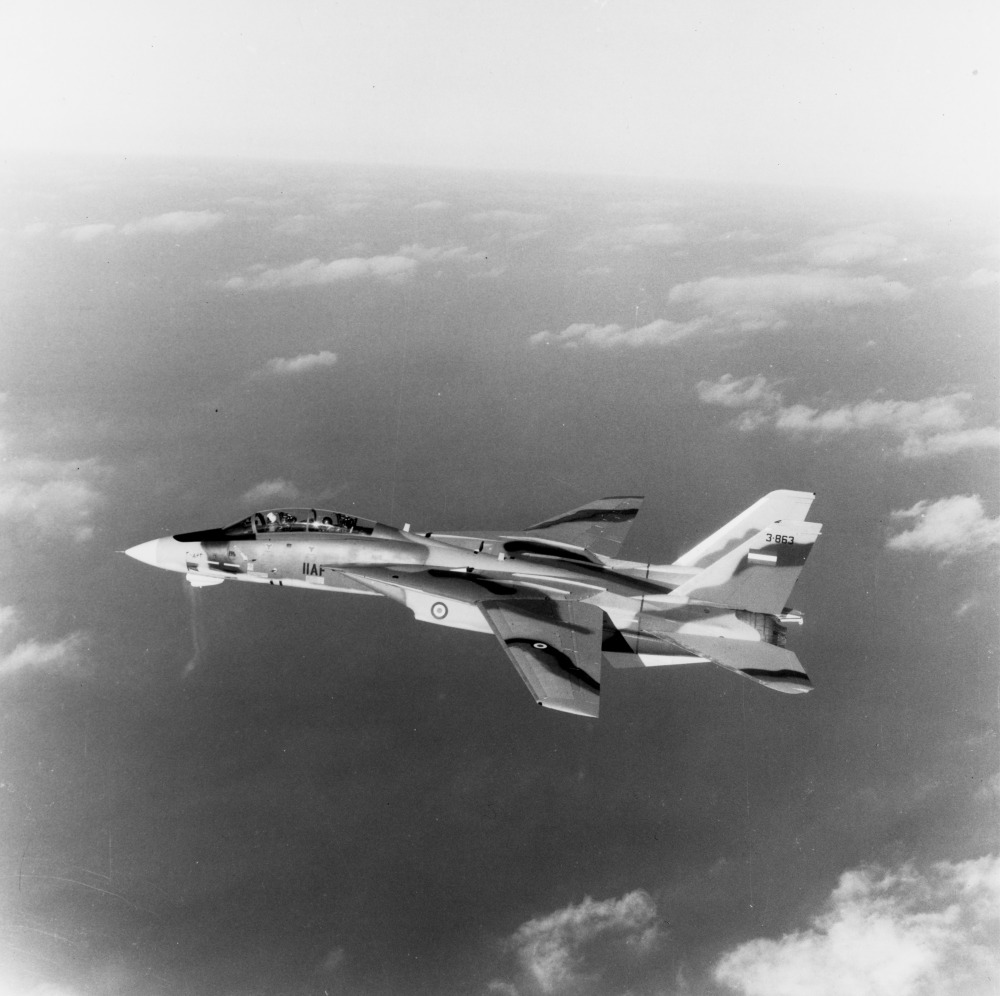
A Császári Iráni Légierő F-14A Tomcat repülőgépe

#### Császári Iráni Haditengerészet
A Császári Iráni Haditengerészet 1978-ban 2 db amerikai Allan M. Sumner osztályú (IIS Babr, IIS Palang) és 1 db brit építésű (IIS Artemiz), Battle osztályú rombolóval, 4 db brit építésű Szám osztályú fregattal (IIS Szám, IIS Zál, IIS Rosztam, IIS Farámarz) rendelkezett. Az 1970-es években masszív flottafejlesztés vette kezdetét, egy ideig még egy CVA-01 osztályú brit, 54 500 t sztenderd, 63 000 t maximális vízkiszorítású nagy méretű flotta repülőgép-hordozó megépíttetését is tervezték, végül a sah flottája számára 1-3 db módosított brit Invincible osztályú könnyű repülőgép-hordozó, 4 db amerikai Kidd osztályú, nagy méretű rakétás romboló (IIS Kuros, IIS Darius, IIS Nader, IIS Anosirván), valamint 6 db olasz Lupo osztályú fregatt, 8 db holland Kortenaer osztályú fregatt és 4 db német Bremen osztályú fregatt építését rendelték meg. Az 1980-as évek derekára a tervek szerint a Császári Iráni Haditengerészet felszíni flottája többek között 7 db rombolóból és 22 db fregattból állt volna.

A Császári Iráni Haditengerészet jelvénye
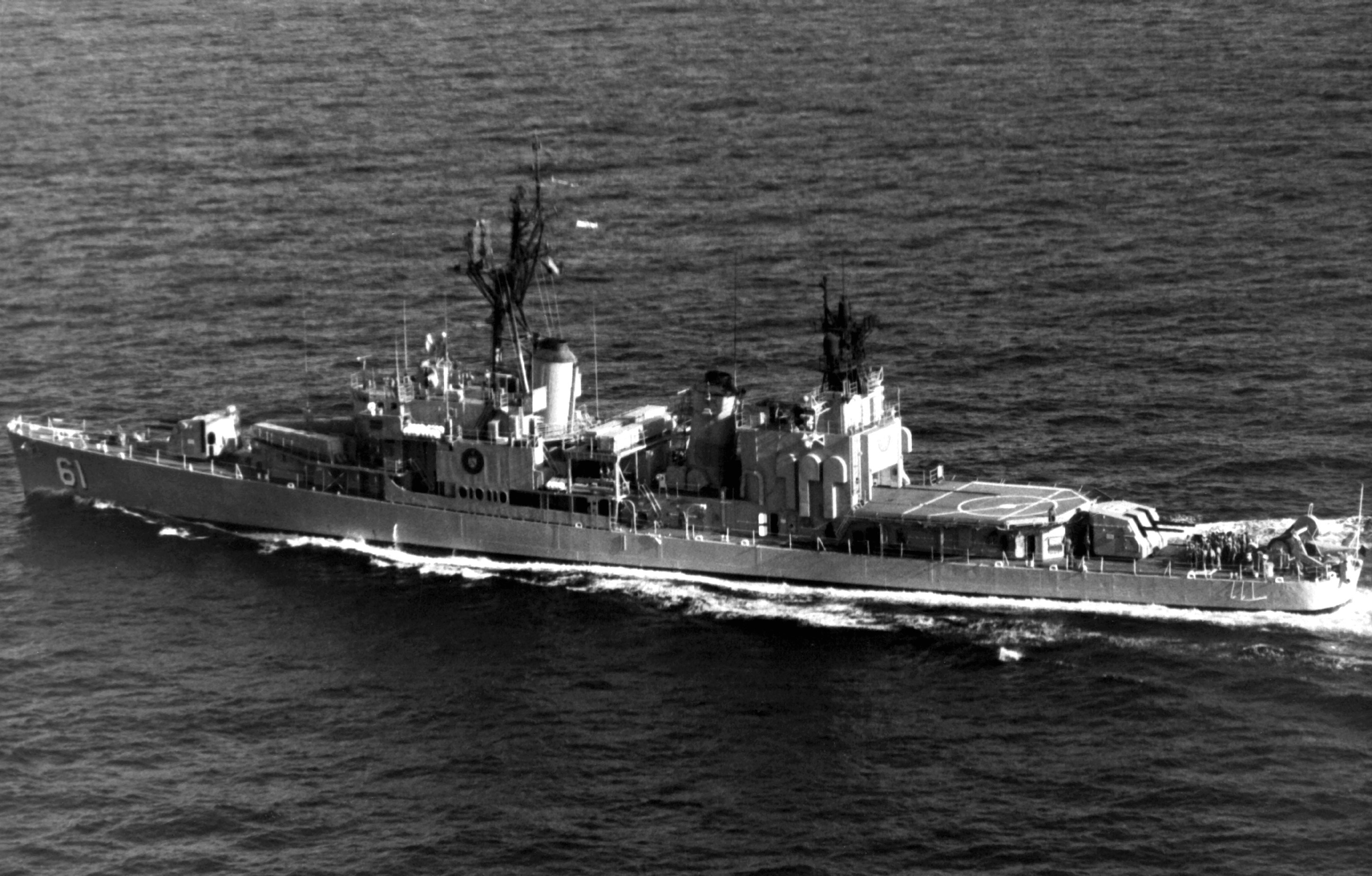
A Császári Iráni Haditengerészet Allan M. Sumner osztályú IIS Babr (D-61, ex. USS Zellars D-777) rombolója
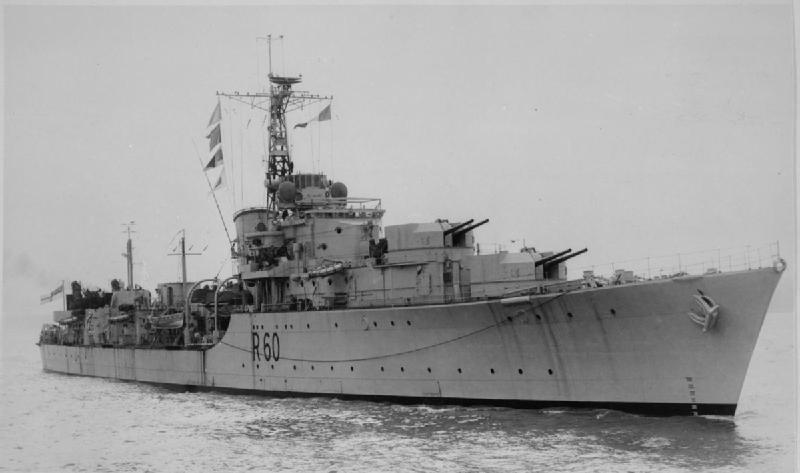
A Császári Iráni Haditengerészet a Battle osztályú brit HMS Sluys rombolót IIS Artemiz néven állította szolgálatba
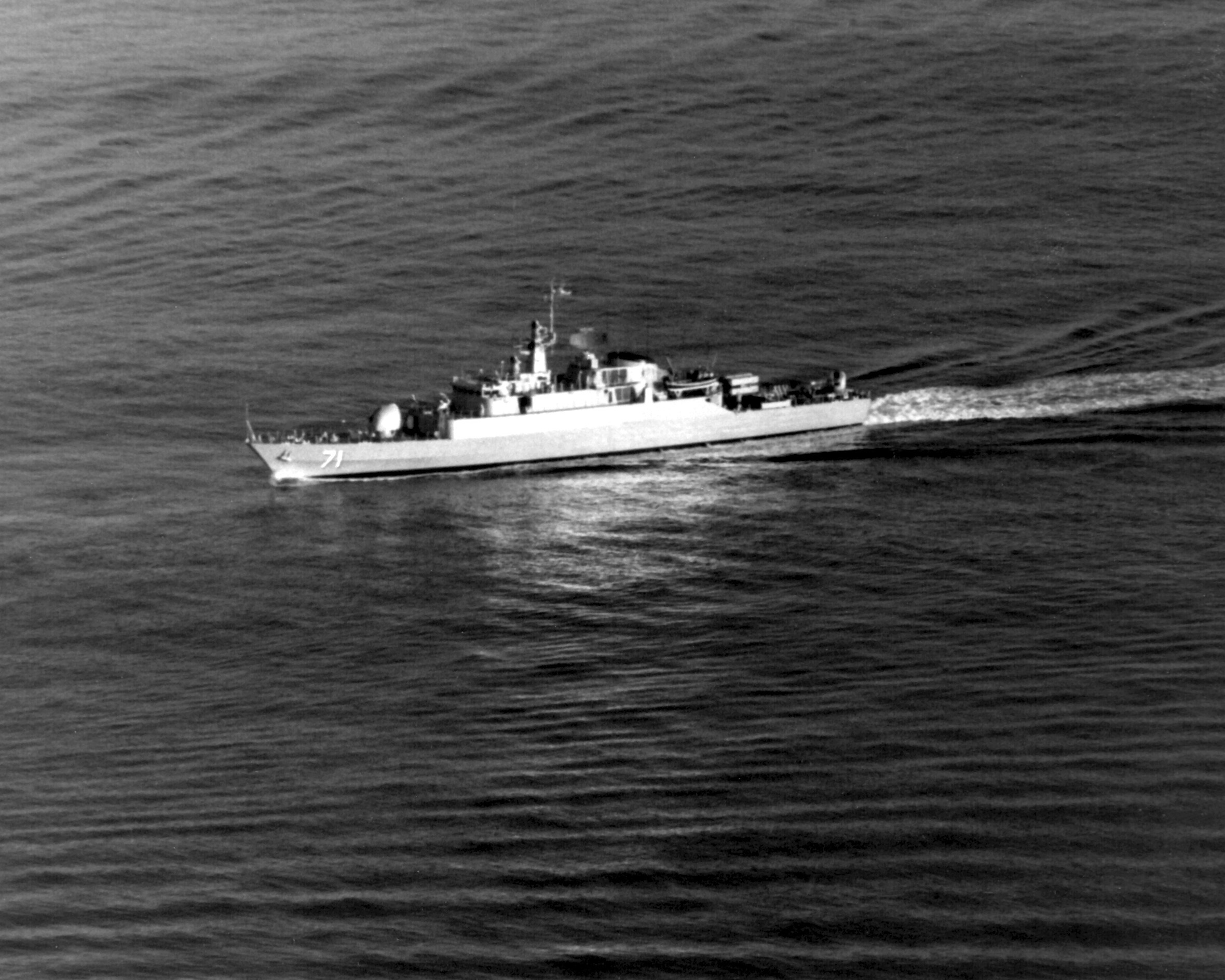
A Császári Iráni Haditengerészet egyik Szám osztályú fregattja, az IIS Szám 1977-ben
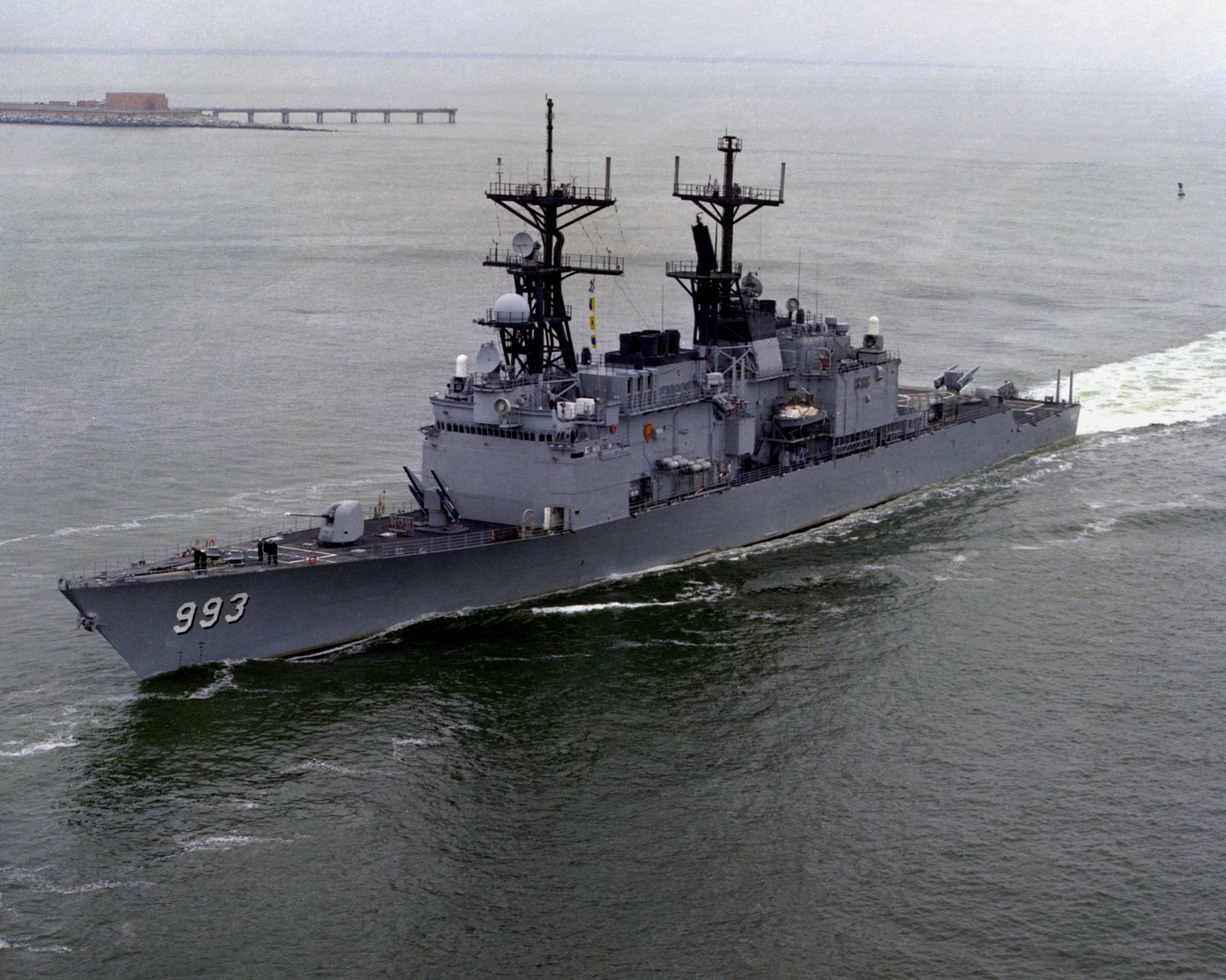
A Kidd osztályú USS Kidd (DDG-993) amerikai romboló 1984-ben. A USS Kidd eredetileg a sah flottája számára épült IIS Kuros néven. Az iszlám forradlom után az US Navy vette át a négy egységet
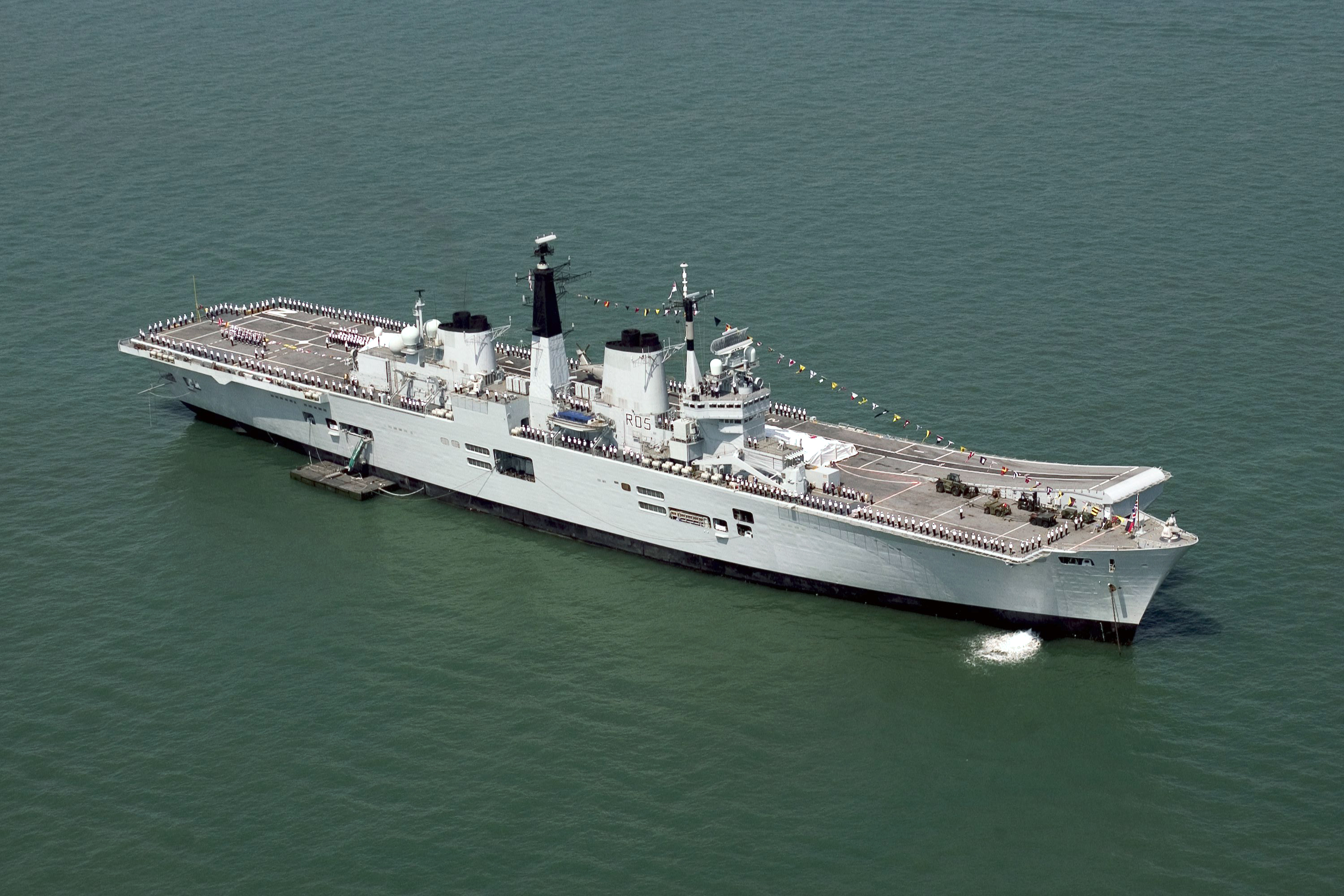
Az Invincible osztályú HMS Invincible brit könnyű repülőgép-hordozó 2005-ben. A sah flottája 1-3 ilyen egység rendszeresítését tervezte
A Császári Iráni Csendőrség jelvénye
A Sahrbáni, a Császári Iráni Rendőrség jelvénye

### Bukás
1973-ban kitört az első olajárrobbanás. Az arab államok bojkottálták Izraelt és az Egyesült Államokat, amiből Irán óriási hasznot húzott, hiszen olajkincsére jelentősen megnőtt a kereslet. Az elkövetkező években felfoghatatlanul nagy összegek – mintegy 85 milliárd dollár – érkeztek Iránba, melyeket részben a hadseregfejlesztés, részben a sahi adminisztráció és az elit nyelt el. A tömegek számára csak mérsékelt életszínvonalbeli javulás volt tapasztalható a mindennapokban. A gazdasági sikerek az iparban és a szolgáltató szektorban jelentkeztek, ellenben, részben a fehér forradalom, részben a megugró fogyasztás hatására Irán lassan mezőgazdasági importra szorult. 1964 és 1978 között az iráni gazdasági növekedés a világon a legmagasabbak közé számított évi átlagos 13.2%-os ütemével. 1977-ben az állami bevételek 79 %-a, mintegy 20 milliárd amerikai dollár, közvetve, vagy közvetlenül az olajiparból származott.
Az igazsághoz hozzátartozik, hogy a problémák ellenére az iszlám világon belül Irán gazdasági helyzete és eredményei kiemelkedően jóknak számítottak, az ország relatív prosperitást élvezett. Különösen figyelemre méltó volt a gazdasági növekedés üteme és mértéke a Pahlavi-korszak utolsó évtizedében. Az olajipar mellett más ipari ágazatok is fellendültek. Irán a számítástechnika alkalmazásának terén úttörőnek számított a világban. A súlyos társadalmi problémákat okozó infláció elsősorban külső okokra volt visszavezethető, nevezetesen az amerikai dollár magas inflációs rátájára, amelyhez az iráni riálnak az export vezérelte iráni gazdaság miatt szükségszerűen alkalmazkodni kellett, hogy megőrizze nemzetközi versenyképességét. Ezt bizonyítja, hogy az amerikai dollár átlagban 70 riál környéki árfolyama végig stabil maradt az 1960-as, 1970-es években. A fokozódó elégedetlenség fokozódása a SZÁVÁK egyre erőszakosabb fellépéséhez vezetett, ami immár egyre több nyugati bírálatot is kiváltott, amit csak fokozott, hogy 1975. március 2-án a sah feloszlatta az Új Irán Pártját, és elzavarta az addigi névleges ellenzéket is. Ezek helyére alapította meg az Irán feltámadásáról (Rasztáhiz) elnevezett egyetlen pártot. Maga Jimmy Carter is enyhítést javasolt Mohammad Rezának, amikor 1977. december 31-én Teheránban ünnepelte a szilvesztert.
1978-ra a sahnak komoly ellenzéke szerveződött vallási (Homeini ajatollah radikálisai és Sariatmadari ajatollah egyelőre az alkotmányos monarchiát támogató mérsékeltjei), értelmiségi és urbánus (Nemzeti Front), illetve militarista (a feléledt Tude, az anarcho-bolsevik Modzsáhedin-e Halk, illetve a rasszista Fedáján) berkekben.

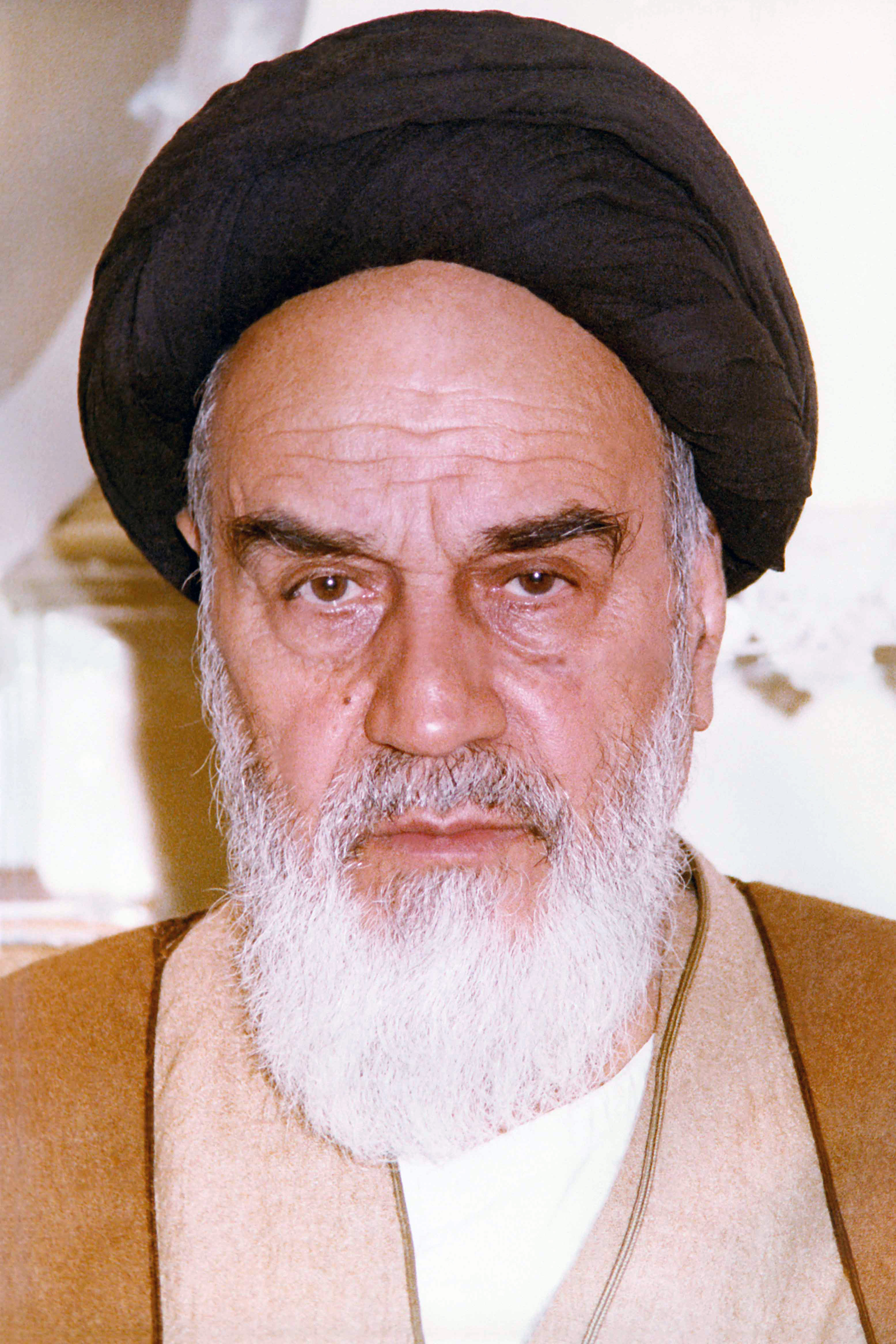
Homeini nagyajatollah, a teokratikus Iráni Iszlám Köztársaság megalapítója. Homeini a tömegek támogatásának megszerzésével, egy széles, a radikális iszlámistáktól a kommunistákig terjedő koalíció élén tudta megbuktatni a sah rendszerét. Győzelme után alkalmi szövetségeseit kiszorítva a hatalomból egy, a Pahlavi-dinasztiáénál jóval keménykezűbb teokratikus diktatúrát vezetett be Iránban.
Mohammad Kázem Sariatmadari (1906-1986) nagyajatollah, a sah mérsékelt iszlám ellenzékének vezéralakja. Sariatmadari az iszlám forradalom előtt az alkotmányos monarchiát támogatta, teológiailag élesen szemben állt Homeinivel, ellenezte a teokráciát.
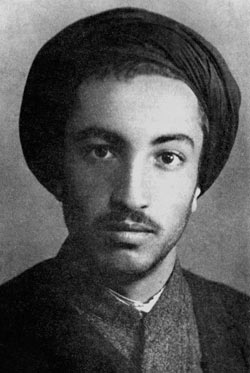
Navvád Szafavi (Szajjid Modzstaba Mir-Lohi, 1924-1956) a Fedájján-e Iszlám síita fundamentalista mozgalom megalapítója. A szervezet 1955 után a sah kérlelhetetlen ellenfele volt. Szafavit egy Hosszein Alá császári miniszterelnök elleni sikertelen merényletkísérlet után kivégezték.
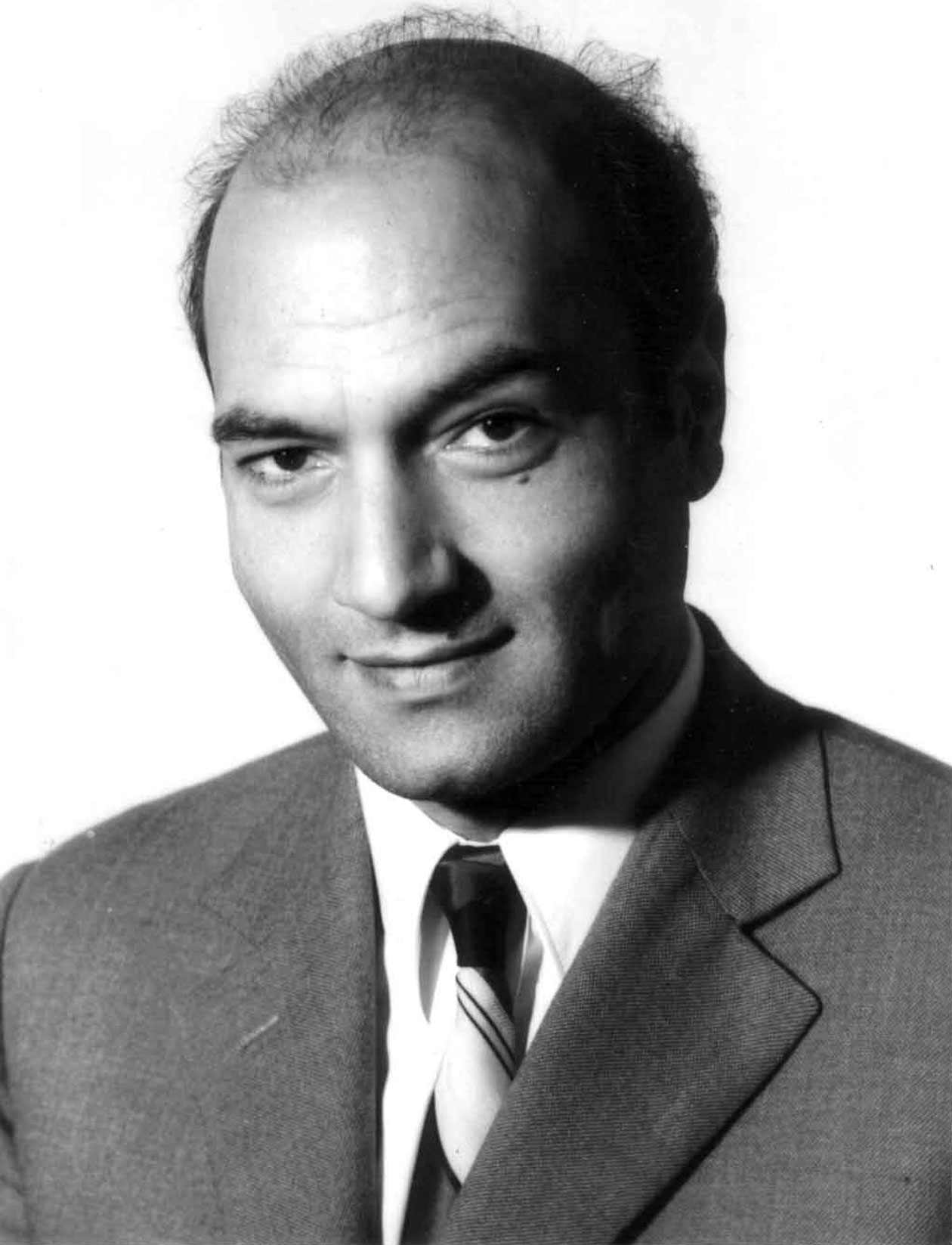
Ali Sariati Mazinani (1933-1975) az iszlám forradalom ideológiai előkészítője volt a tradicionális síita iszlám és a baloldali gondolatvilág sajátos szimbiózisával.
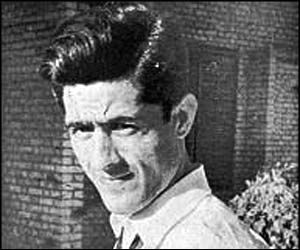
Dzsalal Al-e-Ahmad (1923-1969) iráni író, filozófus, a szerinte Iránt megmérgező nyugati kultúrát és civilizációt elutasító gondolataival erős hatást gyakorolt az iszlám forradalom ideológiájára.
Mehdi Bazargan (1907-1995) a sah demokratikus, liberális ellenzékének vezéralakja, a forradalomig az alkotmányos monarchia híve, az Iszlám Köztársaság első miniszterelnöke (1979. február 4. - november 6.). Valódi hatalma nem volt, a demokratikus fügefalevél szerepét töltötte be Homeini győzelme után. Már 1979-ben szembekerült a teokratikus rendszerrel és belső ellenzékbe vonult.

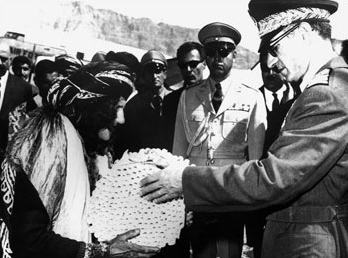
A sah földet oszt. A „fehér forradalom” az elképzelésekkel ellentétben nem váltotta be a hozzá fűzött reményeket a mezőgazdaságban. Az ágazat megoldatlan strukturális problémái később hozzájárultak a rendszer bukásához.

A robbanást egy januári újságcikk váltotta ki, ami Khomeinit homoszexuálisnak, brit ügynöknek és idegennek nevezte. Az eset hatására Kumban, a síita vallási központban tüntetés alakult ki, amire a rendőrség sortüzet nyitott. Az esetre emlékezve minden hónapban emlékdemonstrációkat tartottak, melyek fokozatosan szétterjedtek az egész országban. Maga az uralkodó először várakozó álláspontra helyezkedett, majd megpróbálta a vezetőség leváltásával lecsillapítani a kedélyeket – így ért véget Dzsamsid Ámuzegár miniszterelnöksége augusztus 27-én. 1978. augusztus 19-én Abadánban ismeretlenek lezárták a Cinema Rex mozi bejáratait és felgyújtották az épületet. A tűzben több mint 400 ember veszítette életét. A tragédia a forradalmi események katalizátora lett. Másnap tízezrek özönlötték el az iráni utcákat, "Égessétek meg a sahot!" és "A sah tette!" szlogeneket kántálva. Annak ellenére, hogy a mozik, mint a bűnös Nyugat szimbólumai régen szálkák volt az iszlamisták szemében, így az elkövetők valószínűleg az ő radikálisaik köreiből kerülhettek ki, a közvélemény, Ruholláh Homeininek hitt, aki a személyesen magát az uralkodót tette felelőssé. A „fekete pénteknek” elnevezett szeptember 7-i, több áldozatot követelő összecsapás után Mohammad Reza beismerte, hogy hibázott, és újabb látszatintézkedéseket hozott (pl. eltörölte a birodalmi naptárat). Őszre a sah támogatóinak köre megkezdte a menekülést Iránból.
A sah télre belátta, hogy helyzete tarthatatlan, és fokozatosan megkezdte családja és vagyona kimenekítését az országból. Ő maga szűk családjával együtt 1979. január 16-án távozott. A katonai és rendőri erők még egy ideig kitartottak mellette, majd kénytelenek voltak átállni a forradalmárok oldalára. Február 1-jén pedig megérkezett helyette Ruholláh Homeini, akinek kulcsszerepe volt abban, hogy az események az iráni iszlám forradalommá alakuljanak.

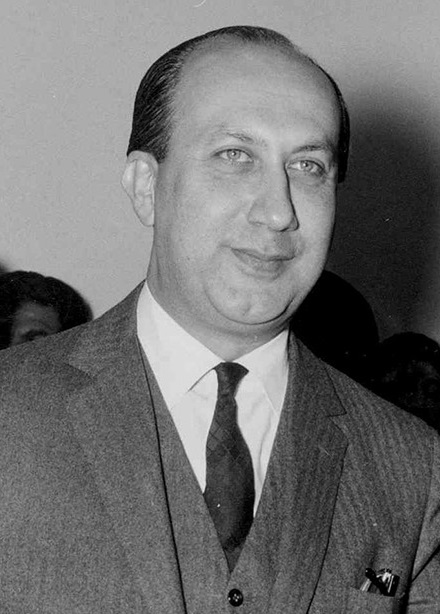
Hasszán Ali Manszúr (1923-1965) az Iráni Császárság miniszterelnöke (1964-1965), a sah Fehér forradalmának első operatív irányítója, 1965. január 25-én a Fedájján-e Iszlám merényletének áldozata lett.
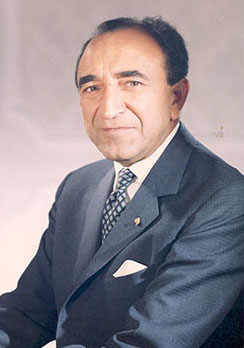
Aszadollah Alam (1919-1978) miniszterelnök (1962-1964), a császári udvar minisztere (1967-1977). Az 1960-as évektől az egyik legbefolyásosabb iráni politikus.
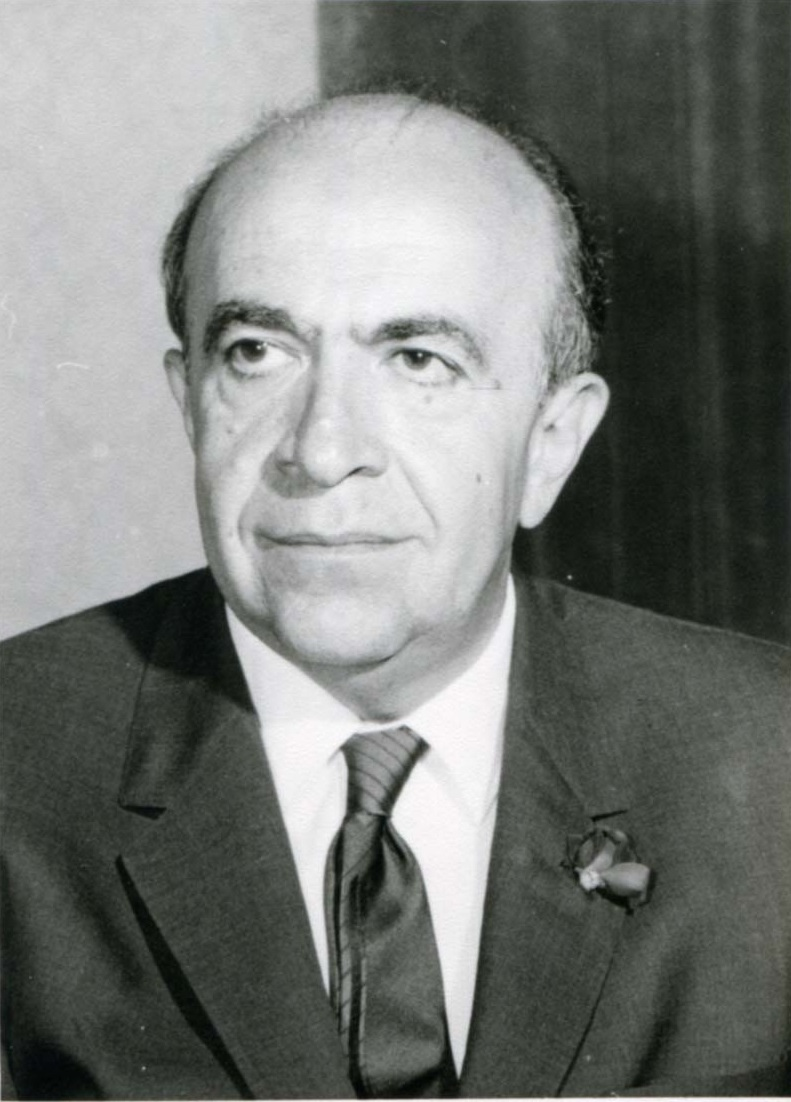
Amir Abbász Hovejda (1919-1979) az Iráni Császárság miniszterelnöke (1965. január 26. - 1977. augusztus 7.). Az iszlám forradalom győzelme után kivégezték.
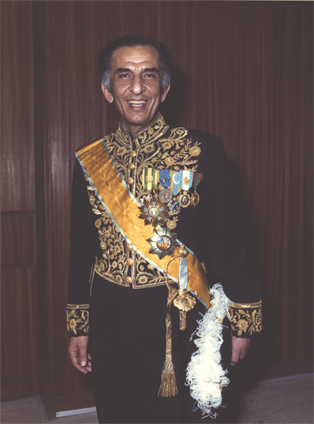
Dzsamsid Ámuzegár (1923-2016) az Iráni Császárság miniszterelnöke (1977. augusztus 7. - 1978. augusztus 27.).
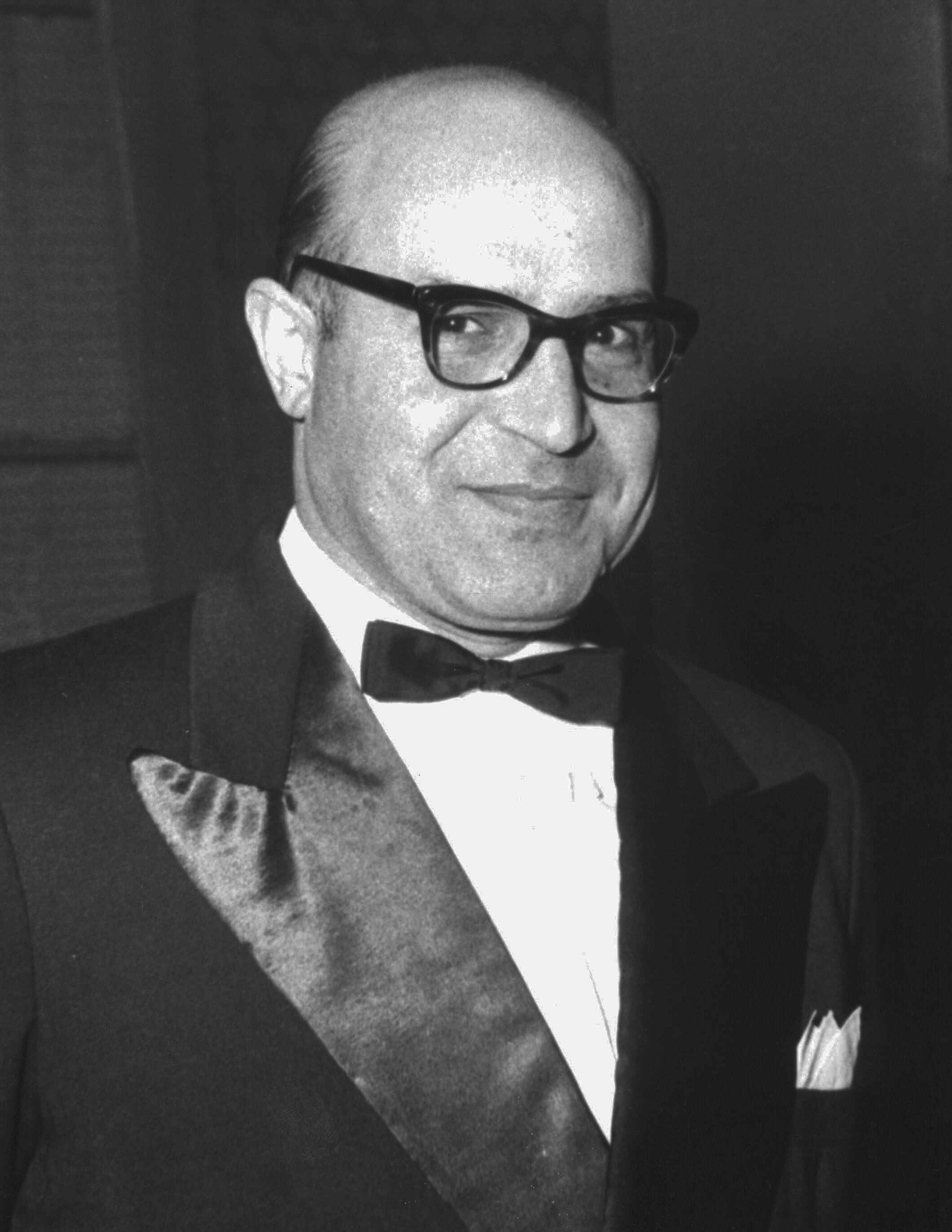
Dzsafar Sarif-Emámi (1910-1998) az Iráni Császárság miniszterelnöke (1960-1961, és 1978. augusztus 27. - 1978. november 6.).
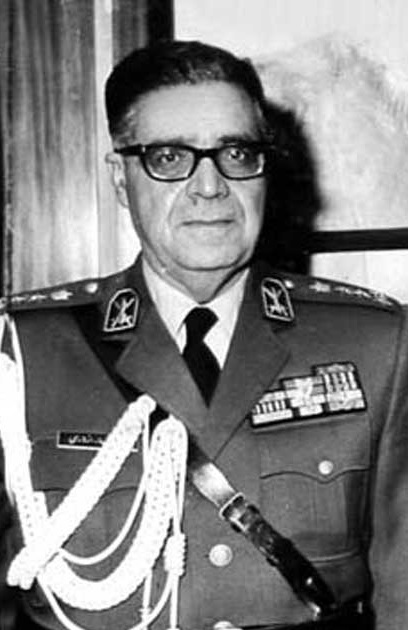
Golám-Reza Azhári (1912-2001) hadseregtábornok, az Iráni Császárság miniszterelnöke (1978. november 6. - 1979. január 4.).

A sah bukásában az egyik döntő momentum, hogy az addigra megrendült tekintélyű és évek óta halálos beteg uralkodó a válság alatt nem tudott döntő elhatározásra jutni. A krízis menedzselése katasztrofális színvonalú volt. Alapvetően három opció állt az uralkodó rendelkezésére, az első, a megmozdulások katonai erővel történő leverése, amelyhez a félmilliós, a Pahlavi-dinasztiához lojális katonai-rendőri erők elégséges erőforrást biztosíthattak. Maga Homeini is elsősorban azért kerülte az eszkalációt, a fegyveres konfliktust a sahhal, mert teljesen kilátástalannak ítélte a nyílt harcot a hadsereggel szemben. A második, a mézeskalács és korbács módszere, melyben a mézeskalácsot a mérsékelt ellenzékkel való kiegyezés, a korbácsot pedig a sahhal kibékíthetetlenül szemben álló ellenzéki csoportok megsemmisítése jelentette volna. A sah végül a harmadik kínálkozó lehetőséget, az enyhülés politikáját választotta, megpróbálta engedményekkel csitítani a közhangulatot. Mohammad Reza Pahlavi teljesen átengedte a kezdeményezést az ellenfeleinek, végig csak sodródott az eseményekkel, nem tudta mozgósítani a monarchia még meglévő, nem elhanyagolható tömegbázisát. Az uralkodó a hadsereg egyes vezetői és Szaddám Husszein iraki elnök által javasolt megoldásra, a megmozdulások nyers katonai erővel való leverésére nem szánta rá magát. Gyakorlatilag az összes 1978 folyamán hozott döntése hibásnak bizonyult, egyes történészek véleménye szerint ezért az iszlám forradalom valódi vezetője, persze negatív értelemben maga a sah volt. 1978 augusztusáig a közvélemény és az ellenzék többsége még beérte volna a rezsim demokratizálásával, és az alkotmányos monarchia bevezetésével, azonban a sah sorozatos politikai baklövései, a válság félrekezelése és az események Homeini diktálta dinamikája az ellenzék és a tömegek radikalizálódásához vezettek. Homeini sikeresen létrehozott egy a radikális iszlamistáktól a kommunistákig terjedő szivárványkoalíciót a sahhal szemben, ami figyelemre méltó teljesítmény, annál is inkább, mivel e koalíció szekuláris, nyugatos tagjainak jelentős része ideológiailag sokkal közelebb állt Mohammad Reza Pahlavihoz, mint magához Homeinihez. A válság kitörésére és a megmozdulásokra a sah csupán a rendszer dilettáns módon kivitelezett liberalizálásával próbált válaszolni, 1979-re demokratikus parlamenti választásokat ígért. A SZÁVÁK feloszlatása és a cenzúra eltörlése a gyakorlatban azt eredményezte, hogy az ellenzék az országon belül akadályok nélkül szervezkedhetett és koordinálhatta az akcióit, sőt Homeini Irakból, majd Párizsból gond nélkül irányítani tudta az eseményeket. Az állandó meghátrálás, engedmények, a gyengeség látszata, a tüntetők és a hadsereg közötti összecsapások halálos áldozatai miatti felháborodás azonban még tovább erodálták a rezsim tekintélyét. A másik döntő momentum, hogy Homeini annak ellenére, hogy szándéka egy általa vezetett, a síita iszlámon alapuló, teokratikus diktatúra megteremtése volt a sah nyugatos abszolút monarchiája helyett, el tudta hitetni az iráni és a nemzetközi közvéleménnyel, hogy valójában egy mérsékelt, demokratikus, az egyéni szabadságjogokat tiszteletben tartó köztársaságban érdekelt. Irán és a világ Homeiniben 1978 folyamán végig egy Gandhihoz hasonló figurát, egy békés, pacifista, az erőszakot elutasító szent embert látott, nem pedig a sahnál sokkal keményebb, véreskezű diktátort, akinek később bizonyult. Homeini első lépéseként kivégeztette a sah Iránban maradt volt főhivatalnokait és a fegyveres erők főtisztjeit.

## Emigrációban
A sah családja a szintén Amerika-barát Anvar Szadat elnök Egyiptomába menekült, aki meleg fogadtatásban részesítette. Élete hátralevő rövid idejében az iráni uralkodócsalád élt Marokkóban, a Bahama-szigeteken és Mexikóban is. Ezen idő alatt Pahlavi non-Hodgkin limfómája egyre súlyosabbá vált, mely professzionális kezelést igényelt, s emiatt a száműzött uralkodócsalád sokszor kérte, hogy bocsássák be őket az Amerikai Egyesült Államokba. Jimmy Carter csak hosszas vívódás után volt hajlandó engedni nekik 1979. október 22-én, ami november 4-én az iráni túszdrámához vezetett: a felbőszült tömeg elfoglalta a teheráni amerikai nagykövetséget, és nyilvánosságra hozta különféle dokumentumait, ami még rosszabb színben tüntette fel a sahot és Amerikát.
Mohammad Reza 1979. december 15-én hagyta el Amerikát. A kezelés nem sokat javított az állapotán, így egy rövid panamai kitérő után az Isla Contadorán visszatért Egyiptomba, ahol 1980. július 27-én elhunyt. Szadat elnök szimbolikus helyen temettette el: a kairói ar-Rifái mecsetben, hajdani apósa, Farúk egyiptomi király mellé.
Megbuktatása után francia nyelven írt emlékiratait „Válasz a történelemnek” (Réponse à l’Histoire) címmel már halála után, 1980-ban publikálták angol és perzsa fordításban is. Ebben a sah elismeri néhány hibáját, de a felelősség jó részét a SZÁVÁK-ra és a Hovejda-féle adminisztrációra hárítja. Családja, főként özvegye és fia, Reza mind a mai napig aktív közéleti szereplők, és továbbra is az iráni monarchisták vezetői; gyakorta bírálják az országot vezető iszlamista vezetést.

## Házasságai, gyermekei

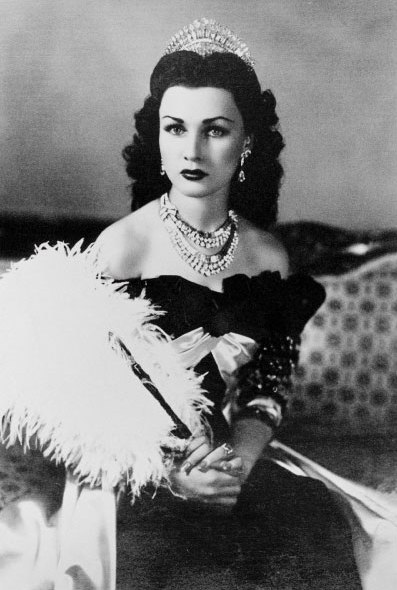
Fauzija egyiptomi hercegnő, a sah első felesége (1939–1949)

Mohammad Reza Pahlavi háromszor nősült, feleségeitől pedig öt gyermeke született.

### Fauzija
Pahlavi még trónörökösként, 1939. március 16-án, Kairóban vette feleségül I. Fuád egyiptomi király és második felesége, Názli Szabri lányát, Farúk király testvérét, az 1921-ben született Fauziját. A rosszul sikerült házasság válását 1945-ben Egyiptomban, 1948-ban pedig Iránban is elismerték, a hivatalos indoklás szerint azért, mert Fauzija egészségének nem tett jót az iráni klíma. Egyetlen gyermekük született, aki a kikötés szerint Iránban maradt:
- Sahnáz Pahlavi hercegnő (1940. október 27. –)

### Szoraja Eszfandiári
A sah második választottja a berlini perzsa nagykövet, Halil Eszfandiári és német feleségének leánya, az 1932-ben született Szoraja volt. 1951-ben házasodtak össze, de 1958-ban elváltak, amikor nyilvánvalóvá vált, hogy Szorajától nem születhet gyermeke. A hajdani királyné egy interjúban kijelentette, hogy a sah nehezen szánta rá magát a válásra.
A válást követően a sah érdeklődést mutatott Savoyai Mária Gabriella hercegnő, a megbuktatott II. Umbertó olasz király leánya iránt, ám a Vatikán heves ellenállása hozzájárult terve megbuktatásához.

### Farah Diba
A sah harmadik felesége az 1938-as születésű Farah Diba, Szohráb Diba császári százados leánya volt. 1959-ben házasodtak össze. Farahot 1967-ben férjével együtt koronázták meg, és a számára létrehozott sáhbánu (császárné) címmel illették. A pár a sah haláláig együtt maradt, Farah pedig ezután is hű maradt férje emlékéhez. 2003-ban publikálta emlékiratait. A sahi párnak négy gyermeke született:
- Reza Kürosz Pahlavi trónörökös (1960. október 31. –)[22]
- Farahnáz Pahlavi hercegnő (1963. március 12. –)
- Ali Reza Pahlavi herceg (1966. április 28. – 2011. január 4.)[23]
- Lejla Pahlavi hercegnő (1970. március 27. – 2001. június 10.)